# التعليم العالي في المغرب

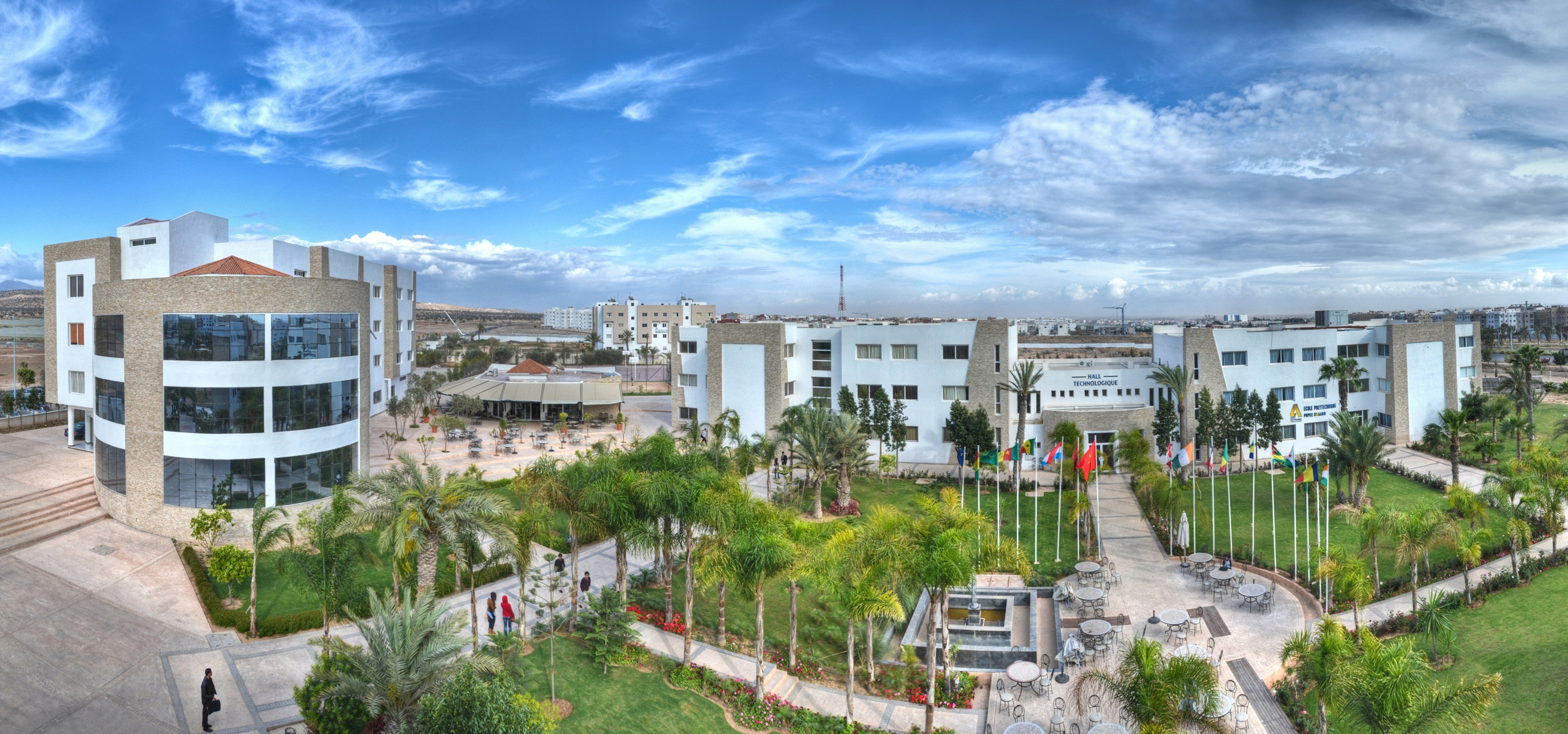
الجامعة الدولية بأكادير Universiapolis.

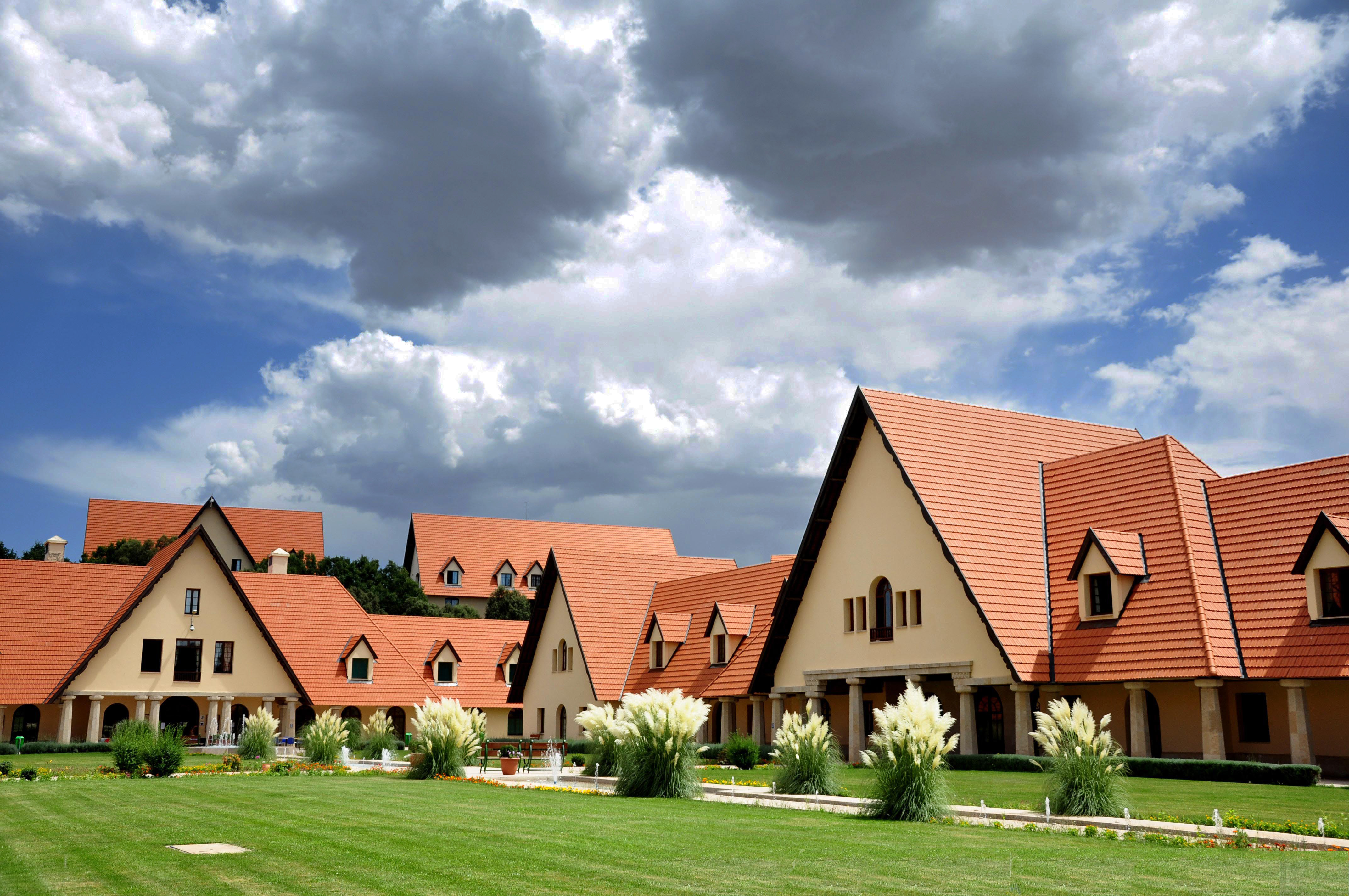
جامعة الأخوين بإفران.

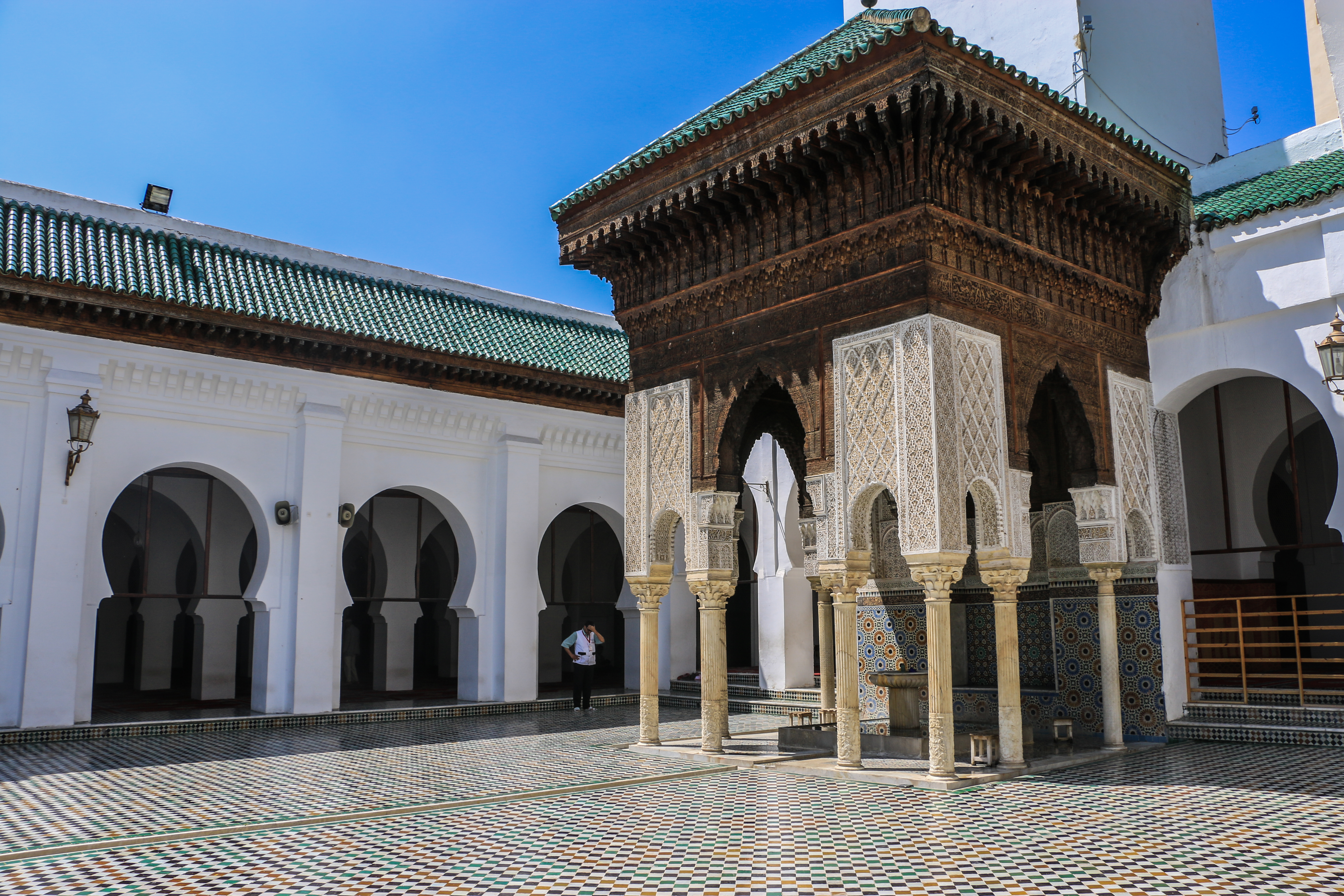
جامعة القرويين بفاس.

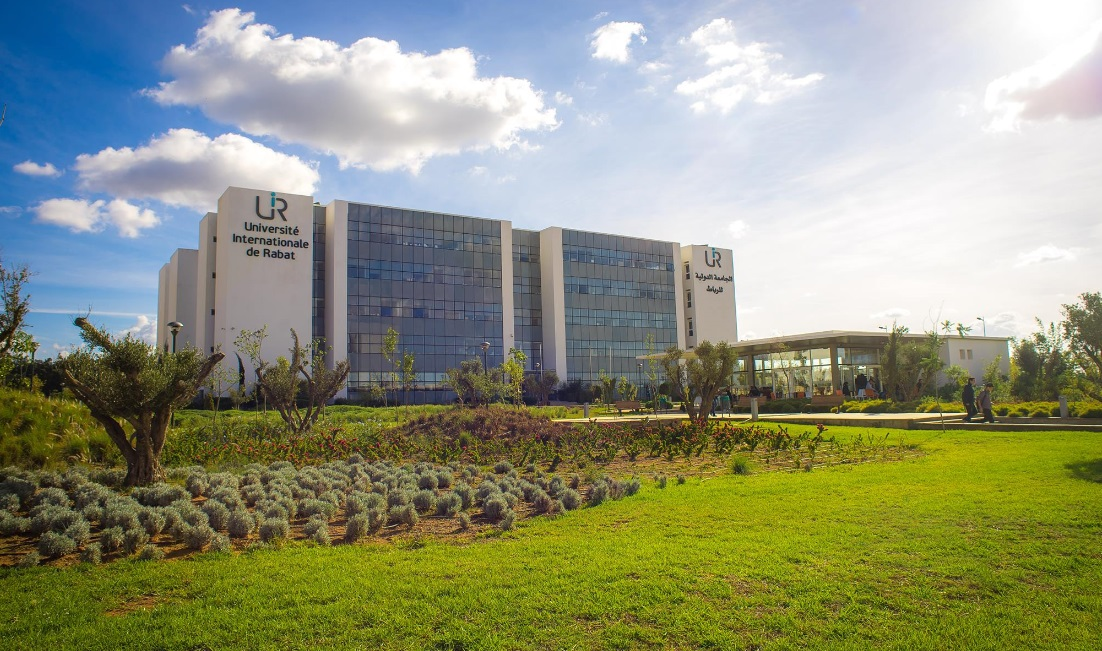
الجامعة الدولية للرباط.

جامعة محمد السادس متعددة التخصصات التقنية.

التعليم العالي في المغرب هو مرحلة عليا من التعليم، تشرف عليه بالأساس وزارة التعليم العالي والبحث العلمي والابتكار. وتتوج بالحصول على شهادة جامعية أو مهنية، أو على رتبة عسكرية أو شبه عسكرية.
يتميز التعليم العالي في المغرب بالتنوع في العرض إذ يتوزع على مجموعة من الجامعات والمعاهد والمدارس والمؤسسات العليا والكليات ومؤسسات التكوين المهني والعسكري وشبه العسكري، ويغطي تقريبا جل الميادين والمجالات الحيوية كالهندسة والطب والصناعة وإدارة الأعمال والفلاحة والتكنولوجيا والمعلوميات.
في التعليم العالي يستفيد الطلبة المغاربة المعوزين من منحة دراسية تُقَدَّم لهم بهدف المساهمة في تحمل جزء من مصاريفهم أثناء الدراسة، وحتى سنة 2018 كان التعليم العالي العمومي مجانيا للجميع إلى أن أُصدِر في نونبر 2016 قانونا يُلزِم الطلاب ذوي الدخل المرتفع بدفع رسوم التسجيل وبدأ تطبيقه في يناير 2018 (مصاريف التعلم ظلت مجانية).
تم منح 137 88 شهادة جامعية سنة 2007 وبلغ معدل الالتحاق بالجامعة %11 من المتمدرسين الإجماليين، كما ٱنتقل عدد الطلاب الجامعيين في المغرب من 000 780 إلى 000 900 بين السنتين الجامعيتين 2016/2017 و2017/2018.
بالإضافة إلى دراسة الهندسة هناك مجالات أخرى تعرف نموا قويا كالطب وإدارة الأعمال، ووفقا لوزارة التعليم العالي والبحث العلمي وتكوين الأطر إرتفعت نسبة التسجيل في مدارس وشُعب إدارة الأعمال ب %3,1 في موسم 2003/2004 مقارنة مع موسم 2002/2003.
بدأت الجامعات المغربية في دمج استخدام تكنولوجيا المعلومات والاتصالات. وعدد من الجامعات بدأت تقدم دورات في هندسة البرمجيات وهندسة المواد. هذا القطاع الجامعي أصبح يُكَوِّن 2000 خريجا سنويًا في مجال تكنولوجيا المعلومات والاتصالات.
تربط المؤسسات التعليمية في المغرب عدة شراكات مع المؤسسات التعليمية في كل من أوروبا وكندا، وكجزء من تعزيز مسؤوليتها العامة تخضع الجامعات لتقييم من الحكومة منذ سنة 2000، مع إتاحة التقارير والنتائج لجميع المتدخلين بما في ذلك الآباء والطلاب.
على الرغم من وجود عدد كبير من المدارس والمعاهد العليا الخاصة فالتسجيل فيها ما يزال منخفضا إذ تغطي أقل من 3,5% من إجمالي الطلاب.

## الجامعات المغربية

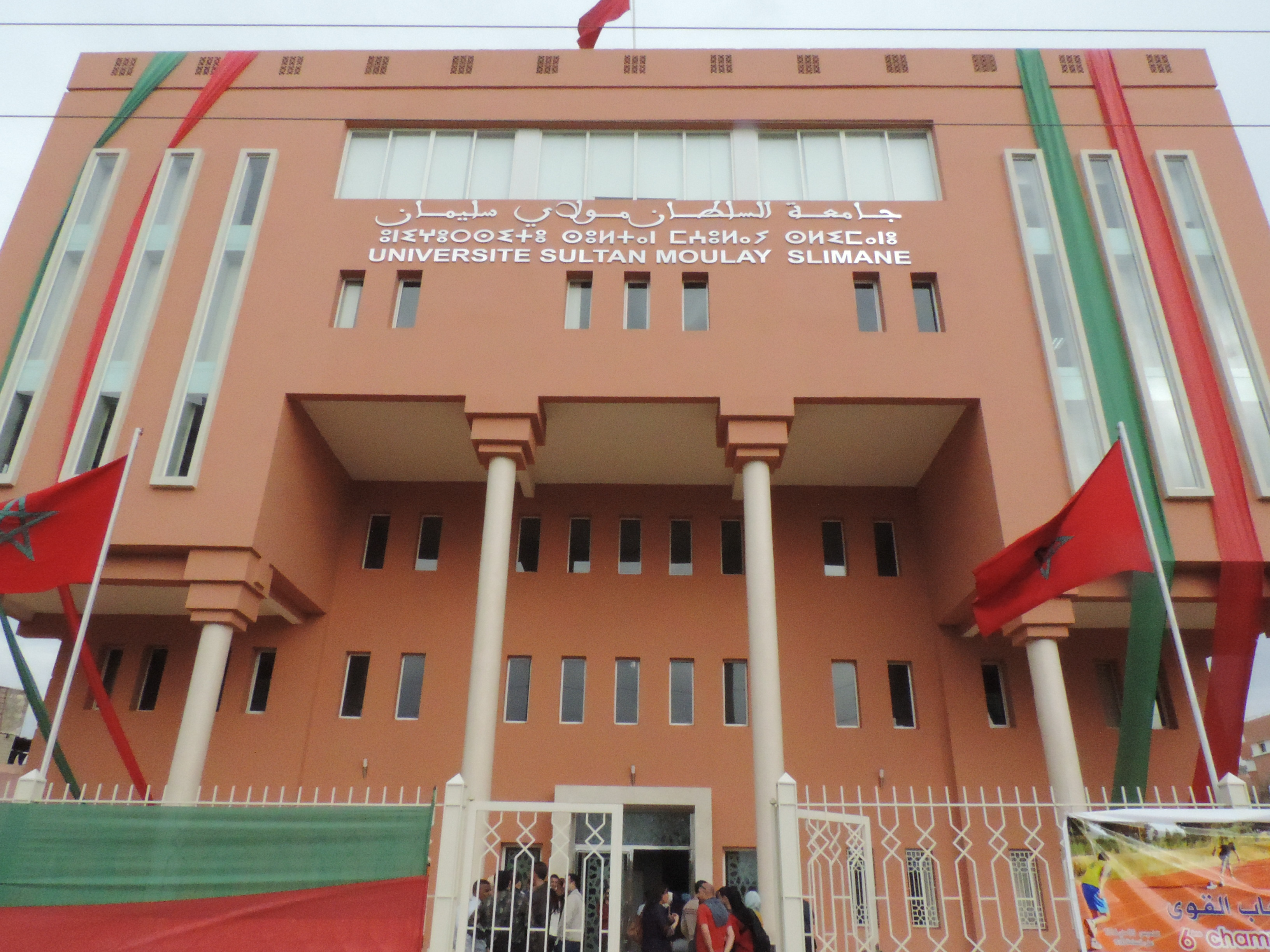
جامعة السلطان مولاي سليمان ببني ملال.

الجامعات في التنظيم الإداري المغربي هي مؤسسات عمومية تتمتع بالشخصية المعنوية والاستقلال الإداري والمالي والبيداغوجي، وتوكل إليها مهمة التعليم العالي والبحث العلمي وتكوين الأطر، وتضم كل جامعة بدورها مجموعة من المعاهد والكليات.
يتطلب الحصول على شهادة جامعية عادة الدراسة لمدة سنتين أو ثلاث سنوات على الأقل، وتطبق معظم الجامعات المغربية النموذج الفرنسي للتعليم الجامعي LMD كالتالي:
- الدراسة لشهادة الإجازة، وهي تعادل درجة البكالوريوس في الدول الأخرى.
- الدراسة لشهادة الدراسات المعمقة، وهي تعادل درجة الماجستير.
- الدراسة لشهادة دكتوراه الدولة، وهي تعادل درجة دكتوراه الفلسفة.

## الجامعات العامة
وهذه قائمة بالجامعات المغربية العمومية مرتبة حسب سنة التأسيس، وتجدر الإشارة هنا إلى أن جامعة القرويين الموجودة في فاس هي أقدم جامعة مستمرة في منح الشهادات في العالم حسب موسوعة غينيس للأرقام القياسية حيث تأسست سنة 859.
| الجامعة | الجامعة                                   | المدينة                 | موقع الويب           | سنة التأسيس |
| ------- | ----------------------------------------- | ----------------------- | -------------------- | ----------- |
|         | جامعة القرويين                            | فاس                     | alquaraouiyine.com   | 859         |
|         | جامعة شعيب الدكالي                        | الجديدة                 | ucd.ac.ma            | 1962        |
|         | جامعة الحسن الثاني(1)                     | الدار البيضاء والمحمدية | uh2c.ac.ma           | 1975        |
|         | جامعة سيدي محمد بن عبد الله               | فاس                     | usmba.ac.ma          | 1975        |
|         | جامعة القاضي عياض                         | مراكش                   | uca-ar.ucam.ac.ma    | 1978        |
|         | جامعة محمد الأول                          | وجدة                    | ump.ma               | 1978        |
|         | جامعة ابن زهر                             | أكادير                  | univ-ibnzohr.ac.ma   | 1989        |
|         | جامعة ابن طفيل                            | القنيطرة                | univ-ibntofail.ac.ma | 1989        |
|         | جامعة عبد المالك السعدي                   | تطوان                   | uae.ma               | 1989        |
|         | جامعة مولاي إسماعيل                       | مكناس                   | umi.ac.ma            | 1989        |
|         | جامعة الأخوين                             | إفران                   | aui.ma               | 1992        |
|         | جامعة محمد الخامس(1)                      | الرباط                  | um5.ac.ma            | 1993        |
|         | جامعة الحسن الأول                         | سطات                    | uh1.ac.ma            | 1997        |
|         | جامعة السلطان مولاي سليمان                | بني ملال                | universitesms.ma     | 2007        |
|         | جامعة محمد السادس لعلوم الصحة             | الدار البيضاء           | um6ss.ma             | 2014        |
|         | جامعة محمد السادس متعددة التخصصات التقنية | بن جرير                 | emines-ingenieur.org | 2017        |

1: تم دمج كل من جامعة الحسن الثاني بعين الشق مع نظيرتها جامعة الحسن الثاني بالمحمدية وجامعة محمد الخامس أكدال مع جامعة محمد الخامس السويسي بعد ظهير 12 رجب 1435 الموافق ل12 ماي 2014 رقم: 92-14-1 المتعلق بدمج بعض الجامعات.

## الجامعات الخاصة
وهذه قائمة بأشهر الجامعات المغربية الخاصة:
| الجامعة | الجامعة                                  | المدينة       | موقع الويب       | سنة التأسيس |
| ------- | ---------------------------------------- | ------------- | ---------------- | ----------- |
|         | الجامعة الدولية للرباط                   | سلا الجديدة   | uir.ac.ma        | 2010        |
|         | الجامعة الدولية للدار البيضاء            | الدار البيضاء | uic.ac.ma        | 2010        |
|         | الجامعة الدولية لأكادير (Universiapolis) | أكادير        | univeriapolis.ma |             |
|         | جامعة العالمية (Mundiapolis)             | الدار البيضاء | mundiapolis.ma   | 1996        |
|         | الجامعة الخاصة لمراكش                    | مراكش         | upm.ma           | 2005        |
|         | الجامعة الخاصة لفاس                      | فاس           | upf.ac.ma        | 2006        |
|         | الجامعة الأورومتوسطية لفاس               | فاس           | ueuromed.org     | 2012        |
|         | جامعة الزهراوي الدولية لعلوم الصحة       | الرباط        | uiass.ma         | 2014        |

## المعاهد والمدارس والمؤسسات العليا

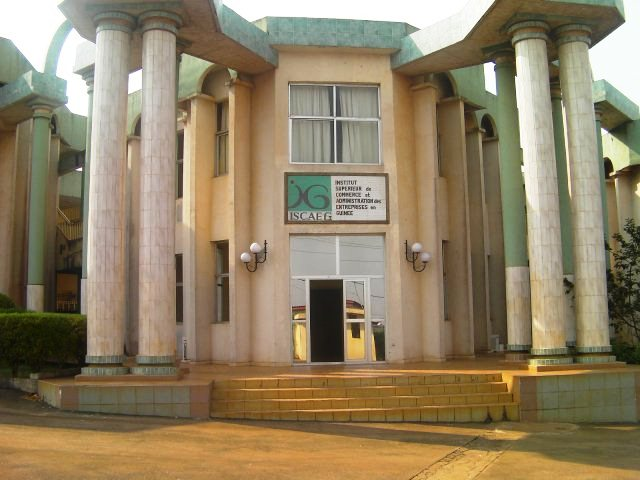
واجهة المعهد العالي للتجارة وإدارة المقاولات بالدار البيضاء.

من بين النقط التي تميز المعاهد والمدارس العليا في المغرب عن الكُلِيات هو أنها لا تكون دائمًا جزءاً أو مؤسسة تابعة لجامعة معينة، بالإضافة إلى أن الولوج إليها عادة ما يتم عبر اجتياز اختبارات كتابية وشفوية على عكس الولوج إلى الكليات الذي يمر فقط بعملية التسجيل.
تشير العناوين ذات الخلفية الصفراء إلى بعض المدارس التي تُكوِّن مهندسي الدولة، وتجدر الإشارة هنا إلى أن الدراسة بهذه المدارس غالبا ما تستغرق خمس سنوات في المجموع (بما في ذلك سنتين من الأقسام التحضيرية) وتتوج بالحصول على شهادة مهندس دولة، وهنا يجب معرفة المدارس التي تدمج الأقسام التحضيرية في برنامجها التعليمي وهذه بعضها:
- المعهد العالي لمهن السمعي البصري والسينما ISMAC.
- المدارس الوطنية للعلوم التطبيقية ENSA.
- المعهد الدولي الأورومتوسطي للعلوم التطبيقية
- المدرسة الوطنية العليا للفنون والمهن ENSAM
- المدرسة الوطنية الغابوية للمهندسين ENFI.
- معهد الحسن الثاني للزراعة والبيطرة IAV.
- المدرسة الوطنية للفلاحة بمكناس ENAM.

### المعاهد والمدارس العمومية
هذه قائمة بأشهر المعاهد والمدارس والمؤسسات العليا العمومية بالمغرب،
| المؤسسة                                                   | العنوان | الشهادة أو الدبلوم أو التخصص | مسطرة الترشيح | مدة الدراسة                    |
| --------------------------------------------------------- | --- | --- | --- | ------------------------------ |
| المدرسة الوطنية للهندسة المعمارية ENA                     | صندوق البريد:6372، شارع علال الفاسي، الرباط الإحداثيات:33°59′12″N 6°51′40″W / 33.986569°N 6.861202°W الهاتف:212537775229+ الويب: archi.ac.ma  | مهندس معماري | إنتقاء + مباراة | 6 سنوات                        |
| المعهد العالي للدراسات البحرية [الفرنسية] ISEM            | كيلومتر 7، طريق الجديدة، الدار البيضاء الهاتف: 212522230740+ الويب:isem.ac.ma                                                                 | • ملازم أعالي البحار • ملازم ميكانيكي • ضابط ميكانيكي أو قبطان أعالي البحار | إنتقاء + مباراة | 4 سنوات 4 سنوات 5 سنوات        |
| معهد المعادن IMM                                          | زنقة المشعر الحرام إسيل، مراكش، صندوق البريد: 2402                                                                                            | تقني متخصص | إنتقاء + مباراة | 2 سنتان                        |
| المعهد العالي للصيد البحري ISPM                           | صندوق البريد:479، أكادير الهاتف:212528844170+                                                                                                 | ملازم ملازم ميكانيكي معالجة وتثمين منتجات الصيد | إنتقاء + مباراة | 2 سنتان فما فوق                |
| المعهد الوطني للفنون الجميلة INBA                         | شارع محمد الخامس، صندوق البريد:89، تطوان الهاتف:212539961545+                                                                                 | دبلوم المعهد الوطني للفنون الجميلة | ملف الترشيح + إنتقاء + مباراة | 2 سنتان فما فوق                |
| المدرسة العليا للفنون الجميلة ESBA                        | شارع الراشدي، الدار البيضاء الهاتف:212522200536+                                                                                              | دبلوم المدرسة العليا للفنون الجميلة | ملف الترشيح + إنتقاء + مباراة | 2 سنتان فما فوق                |
| المعهد العالي للفن المسرحي والتنشيط الثقافي ISADAC        | شارع المنصور الذهبي، صندوق البريد:1355، الرباط الهاتف:212537772846+                                                                           | منشط ثقافي ومسرحي | ملف الترشيح + إنتقاء + مباراة | 2 سنتان فما فوق                |
| المعهد الوطني للعمل الاجتماعي INAS                        | زنقة الحريري، صندوق البريد:1168، طنجة الهاتف:212539940971+                                                                                    | مرشد اجتماعي مسير الأعمال الاجتماعية | ملف الترشيح + إنتقاء + مباراة | 2 سنتان فما فوق                |
| المعهد الوطني لعلوم الآثار والتراث INSAP                  | شارع جون كندي، طريق زعير، السويسي، الرباط الهاتف: 212537750961+ الويب: MinCulture.Gov.Ma                                                      | دبلوم المعهد الوطني لعلوم الآثار والتراث | ملف الترشيح + إنتقاء + مباراة | 2 سنتان فما فوق                |
| المعهد العالي الدولي للسياحة ISIT                         | خليج طنجة، صندوق البريد: 1651، طنجة الهاتف: 212539945904+                                                                                     | إجازة مهنية | ملف الترشيح + إنتقاء + مباراة | 2 سنتان فما فوق                |
| المعاهد العليا للمهن التمريضية وتقنيات الصحة ISPITS       | أكادير، تطوان، فاس، وجدة، مكناس، آسفي، القنيطرة، مراكش، سطات، الرباط، الدار البيضاء، العيون، بني ملال، تازة                                   | • إجازة • ماستر • دكتوراه | التسجيل الأولي + ملف الترشيح + إنتقاء + مباراة                                                                                            | 2 سنتان فما فوق                |
| المعهد العالي للإعلام والإتصال ISIC                       | صندوق البريد: 6205، مدينة العِرفان، الرباط الهاتف: 212537773355+ الويب: ISIC.ma                                                                | إجازة مهنية | التسجيل الأولي + ملف الترشيح + إنتقاء + مباراة                                                                                            | 2 سنتان فما فوق                |
| المعهد الملكي لتكوين أطر الشبيبة والرياضة IRFC            | معهد مولاي رشيد، سلا الهاتف: 212537832536+ الويب: IRFC.ma                                                                                     | إجازة مهنية | ملف الترشيح + إنتقاء + مباراة | 2 سنتان فما فوق                |
| المعهد العالي لمهن السمعي البصري والسينما ISMAC           | ص.ب:10000 شارع علال الفاسي، مدينة العِرفان، السويسي-الرباط الإحداثيات:33°59′01″N 6°51′56″W / 33.983623°N 6.865667°W الويب: ISMAC.Emadariss.net | إجازة مهنية | ملف الترشيح + إنتقاء + مباراة | 2 سنتان فما فوق                |
| المدرسة العليا لصناعة النسيج والألبسة [الفرنسية] ESITH    | طريق الجديدة، كيلومتر 8، صندوق البريد: 7731, الدار البيضاء الهاتف: 212522234124+ الويب: ESITH.ac.ma                                           | • إجازة مهنية • ماستر-مهندس دولة | ملف الترشيح + مباراة | 3 سنوات 5 سنوات                |
| مراكز الأقسام التحضيرية للمدارس العليا CPGE               | ثانوية رضا السلاوي، أكادير | الرياضيات والفزياء وعلوم المهندس MPSI | التسجيل الأولي + ملف الترشيح + إنتقاء | 2 سنتان                        |
| مراكز الأقسام التحضيرية للمدارس العليا CPGE               | ثانوية رضا السلاوي، أكادير | الفزياء والكيمياء وعلوم المهندس PCSI | | 2 سنتان                        |
| مراكز الأقسام التحضيرية للمدارس العليا CPGE               | ثانوية رضا السلاوي، أكادير | الاقتصاد والتجارة: التخصص التكنولوجي ECT | | 2 سنتان                        |
| مراكز الأقسام التحضيرية للمدارس العليا CPGE               | ثانوية باب الصحراء، كلميم | الاقتصاد والتجارة: التخصص العلمي ECS | | 2 سنتان                        |
| أقسام تحضير شهادة التقني العالي BTS                       | ثانوية الليمون، الرباط | السمعي البصري | التسجيل عبر البوابة + ملف الترشيح + إنتقاء                                                                                                | 2 سنتان                        |
| أقسام تحضير شهادة التقني العالي BTS                       | ثانوية محمد السادس، مراكش | الوسائط المتعددة وتصميم مواقع الويب | التسجيل عبر البوابة + ملف الترشيح + إنتقاء                                                                                                | 2 سنتان                        |
| أقسام تحضير شهادة التقني العالي BTS                       | ثانوية المسيرة الخضراء، تزنيت | المحاسبة والتسيير | التسجيل عبر البوابة + ملف الترشيح + إنتقاء                                                                                                | 2 سنتان                        |
| أقسام تحضير شهادة التقني العالي BTS                       | ثانوية المسيرة الخضراء، تزنيت | التدبير التجاري | التسجيل عبر البوابة + ملف الترشيح + إنتقاء                                                                                                | 2 سنتان                        |
| أقسام تحضير شهادة التقني العالي BTS                       | ثانوية الإدريسي التقنية، أكادير | الأنظمة الكهروبية | التسجيل عبر البوابة + ملف الترشيح + إنتقاء                                                                                                | 2 سنتان                        |
| أقسام تحضير شهادة التقني العالي BTS                       | ثانوية الإدريسي التقنية، أكادير | إبتكار المنتوج الصناعي | التسجيل عبر البوابة + ملف الترشيح + إنتقاء                                                                                                | 2 سنتان                        |
| أقسام تحضير شهادة التقني العالي BTS                       | ثانوية الإدريسي التقنية، أكادير | تدبير المقاولات الصغرى والمتوسطة | التسجيل عبر البوابة + ملف الترشيح + إنتقاء                                                                                                | 2 سنتان                        |
| أقسام تحضير شهادة التقني العالي BTS                       | ثانوية الإدريسي التقنية، أكادير | الأنظمة والشبكات المعلوماتية | التسجيل عبر البوابة + ملف الترشيح + إنتقاء                                                                                                | 2 سنتان                        |
| أقسام تحضير شهادة التقني العالي BTS                       | ثانوية يوسف بن تاشفين، أكادير | التدبير السياحي | التسجيل عبر البوابة + ملف الترشيح + إنتقاء                                                                                                | 2 سنتان                        |
| أقسام تحضير شهادة التقني العالي BTS                       | ثانوية ابن الهيثم، ورززات | تطوير نظم الإعلام | التسجيل عبر البوابة + ملف الترشيح + إنتقاء                                                                                                | 2 سنتان                        |
| أقسام تحضير شهادة التقني العالي BTS                       | الثانوية التقنية، الراشيدية | الطاقية | التسجيل عبر البوابة + ملف الترشيح + إنتقاء                                                                                                | 2 سنتان                        |
| أقسام تحضير شهادة التقني العالي BTS                       | ثانوية الحسن الثاني، مراكش | البناء | التسجيل عبر البوابة + ملف الترشيح + إنتقاء                                                                                                | 2 سنتان                        |
| المدرسة العليا للتكنولوجيا EST                            | أكادير، الدار البيضاء، الصويرة، برشيد، مكناس، فاس، وجدة، آسفي، سلا، كلميم، العيون، خنيفرة، بني ملال                                           | الدبلوم الجامعي للتكنولوجيا | التسجيل الأولي + إنتقاء | 2 سنتان                        |
| المدارس الوطنية للعلوم التطبيقية ENSA                     | مراكش، وجدة، طنجة، فاس، أكادير، آسفي، خريبكة، الحسيمة، القنيطرة، الجديدة، تطوان                                                               | مهندس دولة | التسجيل الأولي + إنتقاء + مباراة | 5 سنوات                        |
| المدارس الوطنية للتجارة والتسيير ENCG                     | أكادير، سطات، طنجة، مراكش،القنيطرة، وجدة، الجديدة، المحمدية، فاس، الداخلة(أُحدِثت سنة 2016) ،بني ملال، الدار البيضاء                            | دبلوم المدارس الوطنية للتجارة والتسيير في: • التجارة العالمية • الإعلان التجاري والتواصل • التسويق والنشاط التجاري • تدبير العلاقات مع الزبناء • التسيير المالي • تدبير الموارد البشرية • التدقيق ومراقبة التسيير                       | التسجيل الأولي + إنتقاء + مباراة | 5 سنوات                        |
| المدرسة الوطنية العليا للفنون والمهن ENSAM                | بالمحمدية، بمكناس [الفرنسية] الدار البيضاء | مهندس دولة | إنتقاء + مباراة | 5 سنوات                        |
| المدرسة الوطنية للفلاحة ENAM                              | صندوق البريد: 40/5، مكناس المنتزه، مكناس الإحداثيات:33°50′37″N 5°28′39″W / 33.843527°N 5.477459°W الويب: ENAMeknes.ac.ma                      | مهندس دولة | إنتقاء + مباراة | 5 سنوات                        |
| معهد الحسن الثاني للزراعة والبيطرة IAV                    | مدينة العرفان، صندوق البريد: 6202، الرباط الهاتف: 212.53.777.17.45/58/59+ الفاكس: 212.537.77.81.35+ الويب:IAV.ac.ma                           | • مهندس دولة • طبيب بيطري (بعد النجاح في السنة التحضيرية APESA) | إنتقاء بعد دراسة الملفات | 5 سنوات 6 سنوات                |
| مركب البستنة أيت ملول IAV                                 | المركب الزراعي، كيلومتر 2، طريق تارودانت، أيت ملول الهاتف: 212.52.82.40.155+                                                                  | تقني متخصص | إنتقاء + مباراة | 2 سنتان                        |
| المدرسة المحمدية للمهندسين EMI                            | الإحداثيات:33°59′58″N 6°51′7″W / 33.99944°N 6.85194°W / أكدال-الرباط الويب: emi.ac.ma                                                         | مهندس دولة | يتم الولوج بعد آجتياز الإختبار الوطني المشترك بنجاح                                                                                       | 3 سنوات                        |
| المدرسة الوطنية العليا للمعلوميات وتحليل النظم ENSIAS     | مدينة العرفان، الرباط الإحداثيات: 33°59′03″N 6°52′03″W / 33.984257°N 6.86762°W الويب: ensias.ma                                               | مهندس دولة | يتم الولوج بعد آجتياز الإختبار الوطني المشترك بنجاح                                                                                       | 3 سنوات                        |
| أكاديمية محمد السادس الدولية للطيران المدني AIAC          | الدار البيضاء الإحداثيات: 33°22′51″N 7°34′06″W / 33.380928°N 7.568468°W الويب: aiac.ma                                                        | • مهندس دولة • إدارة الحركة الجوية • مهندس النظم الإلكترونية لسلامة الطيران | يتم الولوج بعد آجتياز الإختبار الوطني المشترك بنجاح                                                                                       | 3 سنوات                        |
| المدرسة الحسنية للأشغال العمومية EHTP                     | الدار البيضاء الإحداثيات: 33°32′53″N 7°39′05″W / 33.548191°N 7.651454°W الويب: ehtp.ac.ma                                                     | • ماستير متخصص في إدارة واستغلال أنظمة النقل • هندسة مدنية • هندسة المعلوميات • هندسة الكهرباء • هندسة أحوال الطقس • علوم المعلومات الجغرافية                                                                                           | يتم الولوج بعد آجتياز الإختبار الوطني المشترك بنجاح                                                                                       | 3 سنوات                        |
| المدرسة الوطنية للصناعات المعدنية ENIM                    | أكدال، الرباط الإحداثيات: 34°00′01″N 6°51′18″W / 34.000271°N 6.854866°W الويب: enim.ac.ma                                                     | • مهندس دولة • ماستر متخصص • دوكتوراه دولة | يتم الولوج بعد آجتياز الإختبار الوطني المشترك بنجاح                                                                                       | حسب الشهادة                    |
| مدرسة علوم الإعلام ESI                                    | الرباط الإحداثيات: 33°58′50″N 6°52′05″W / 33.980494°N 6.867959°W الويب: esi.ac.ma                                                             | • مهندس دولة • ماستر في الرياضيات • ماستر متخصص • دوكتوراه في علوم الإعلام/المعلومات | يتم الولوج بعد آجتياز الإختبار الوطني المشترك بنجاح أو بعد اختبار في وجه الحاصلين على الإجازة أو DEUG في علوم الرياضيات والإعلاميات (SMI) | 3 سنوات 4 سنوات 4سنوات 3 سنوات |
| المعهد العالي للتجارة وإدارة المقاولات ISCAE              | الدار البيضاء والرباط الويب: GroupeISCAE.Ma                                                                                                   | • تمويل المقاولة • المراجعة، المحاسبة وإدارة التسيير • التسويق • تمويل السوق • إدارة الموارد البشرية | | 3 سنوات                        |
| مدرسة إدارة الأعمال التابعة لجامعة الأخوين                | إفران | • الإجازة في إدارة الأعمال • برنامج التدريب في مجال الأعمال • الدراسات المعمقة في إدارة الأعمال • الدراسات المعمقة في العلوم المشتركة                                                                                                   | |                                |
| مدرسة العلوم والهندسة التابعة لجامعة الأخوين              | إفران | • درجات BSC/MSC • درجة الإجازة | |                                |
| مدرسة العلوم الإنسانية والاجتماعية التابعة لجامعة الأخوين | إفران | • إجازة الفنون في دراسات التواصل • إجازة الفنون في تنمية الموارد الإنسانية • إجازة الفنون في الدراسات الدولية • ماجستير في الدراسات الدولية والدبلوماسية • ماجستير في دراسات شمال إفريقيا والشرق الأوسط • ماجستير في الدراسات الإسلامية | |                                |
| المدرسة الدولية للصحة العامة EISP                         | الدار البيضاء (تابعة لجامعة محمد السادس لعلوم الصحة)                                                                                          | • ماستر في الصحة العامة • ماستر في تسيير المؤسسات الصحية • تكوين مُعترَف | |                                |

| المؤسسة                                                     | العنوان |                                                     | المؤسسة | العنوان |
| ----------------------------------------------------------- | --- | --------------------------------------------------- | --- | ------- |
| المدرسة العليا للأساتذة                                     | مراكش، تطوان، الدار البيضاء                                                                                     | المدرسة العليا للفنون التطبيقية ESAA                | الدار البيضاء-ابن مسيك |         |
| المعهد الوطني للنباتات العطرية والطبية INPMA                | تاونات، الويب: usmba.ac.ma/inpma                                                                                | معهد الدراسات الهيسبانو-ليزوفون (Hispano-lusophone) | الرباط |         |
| مدرسة الملك فهد العليا للترجمة ESRFT                        | طنجة، الويب: EcoleRoiFahd.uae.ma                                                                                | المعهد العلمي بالرباط [الفرنسية]                    | الرباط، الويب: israbat.ac.ma |         |
| المدرسة العليا للهندسة الطبية الحيوية ESGB                  | الدار البيضاء (تابعة لجامعة محمد السادس لعلوم الصحة)                                                            | معهد الدراسات والبحث في التعريب IERA                | الرباط (تابع لجامعة محمد الخامس) |         |
| المدرسة الوطنية العليا للكهرباء والميكانيك [الفرنسية] ENSEM | كلم 7، طريق الجديدة، الدار البيضاء، الإحداثيات:33°32′24″N 7°39′24″W / 33.540044°N 7.656769°W الويب: ENSEM.Ac.Ma | المعهد الجامعي للبحث العلمي IURS                    | الرباط (تابع لجامعة محمد الخامس) |         |
| المعهد الوطني للبريد والمواصلات INPT                        | الرباط الإحداثيات: 33°58′50″N 6°52′05″W / 33.980494°N 6.867959°W الويب: inpt.ac.ma                              | المعهد الوطني للإحصاء والاقتصاد التطبيقي INSEA      | مدينة العرفان، الرباط الإحداثيات: 33°58′55″N 6°51′43″W / 33.982°N 6.862°W الويب: insea.ac.ma |         |
| المدرسة الوطنية لربابنة الجو ENPL                           | | المدرسة الوطنية الغابوية للمهندسين ENFI             | سلا الإحداثيات: 34°02′34″N 6°48′01″W / 34.042694°N 6.800292°W الويب: enfi-ma.net |         |
| المدرسة العليا لأساتذة التعليم التقني                       | المحمدية، الرباط                                                                                                | معهد الدراسات الإفريقية IEA                         | الرباط (تابع لجامعة محمد الخامس) |         |
| المعهد الوطني للموسيقى والرقص                               | الرباط | المعهد الموسيقي                                     | الرباط، سلا، قنيطرة، فاس، الدار البيضاء، تطوان، العرائش، طنجة، شفشاون، القصر الكبير، مراكش، مكناس، أكادير، تازة، وجدة، آسفي، جرادة، تمارة، سيدي قاسم ،الصويرة، بني ملال، تيزنيت، الخميسات، بني ملال، أبي الجعد |         |
| مدرسة تولوز لإدارة الأعمال [الفرنسية] TBS                   | موقع الغرفة الفرنسية للتجارة والصناعة، عين السبع الدار البيضاء الويب: TBS-Education.Ma                          | مدرسة إمليون لإدارة الأعمال [الفرنسية]              | الطابق 6، البرج الزجاجي، مارينا الدار البيضاء الويب: EM-Lyon.com |         |

### المعاهد والمدارس الخاصة
هذه قائمة بأشهر المعاهد والمدارس والمؤسسات العليا الخاصة بالمغرب:
| المؤسسة                                           | الجامعة                            | المدينة                                                   | الويب |
| ------------------------------------------------- | ---------------------------------- | --------------------------------------------------------- | --- |
| معهد الأقسام التحضيرية للمدارس العليا             | الجامعة الخاصة للرباط              | الرباط                                                    | classes-prepas |
| مدرسة إدارة الأعمال بالرباط                       | الجامعة الخاصة للرباط              | الرباط                                                    | business-management-finance-actuariat |
| مدرسة هندسة الطيران                               | الجامعة الخاصة للرباط              | الرباط                                                    | ingenierie-des-transports |
| مدرسة هندسة السيارات                              | الجامعة الخاصة للرباط              | الرباط                                                    | school-automotive-engineering |
| المدرسة العليا لهندسة الطاقة                      | الجامعة الخاصة للرباط              | الرباط                                                    | energies-renouvelables-et-etudes-petrolieres |
| مدرسة الهندسة المعمارية بالرباط                   | الجامعة الخاصة للرباط              | الرباط                                                    | architecture |
| مدرسة الحقوق                                      | الجامعة الخاصة للرباط              | الرباط                                                    | licence-droit-des-affaires |
| العلوم السياسية                                   | الجامعة الخاصة للرباط              | الرباط                                                    | sciences-politiques-et-etudes-juridiques |
| اللغات، الثقافات والحضارات                        | الجامعة الخاصة للرباط              | الرباط                                                    | langues-cultures-et-civilisations |
| Ecole d'Actuariat                                 | الجامعة الخاصة للرباط              | الرباط                                                    | |
| كلية المعلوميات واللوجيستيك                       | الجامعة الخاصة للرباط              | الرباط                                                    | elit |
| كلية طب الأسنان                                   | الجامعة الخاصة للرباط              | الرباط                                                    | medecine-dentaire-0 |
| علوم الصحة                                        | الجامعة الدولية للدار البيضاء      | بوسكورة، الدار البيضاء                                    | uic.ma |
| الهندسة                                           | الجامعة الدولية للدار البيضاء      | بوسكورة، الدار البيضاء                                    | uic.ma |
| التجارة والتسيير                                  | الجامعة الدولية للدار البيضاء      | بوسكورة، الدار البيضاء                                    | uic.ma |
| إدارة الضيافة والسياحة                            | الجامعة الدولية للدار البيضاء      | بوسكورة، الدار البيضاء                                    | uic.ma |
| القانون                                           | الجامعة الدولية للدار البيضاء      | بوسكورة، الدار البيضاء                                    | uic.ma |
| كلية علوم الصحة                                   | جامعة العالمية                     | الدار البيضاء                                             | mundiapolis.ma |
| مدرسة الهندسة                                     | جامعة العالمية                     | الدار البيضاء                                             | mundiapolis.ma |
| مدرسة إدارة الأعمال                               | جامعة العالمية                     | الدار البيضاء                                             | mundiapolis.ma |
| معهد العلوم السياسية، القانونية والاجتماعية       | جامعة العالمية                     | الدار البيضاء                                             | mundiapolis.ma |
| مركز الأقسام التحضيرية                            | جامعة العالمية                     | الدار البيضاء                                             | mundiapolis.ma |
| مركز التكوين/التدريب التنفيذي                     | جامعة العالمية                     | الدار البيضاء                                             | mundiapolis.ma |
| قطب السياحة، الضيافة وفن العيش                    | الجامعة الخاصة لمراكش              | مراكش                                                     | hotellerie_internationale_vatel art_culinaire_adf_alain_ducasse hotellerie_tourisme |
| قطب إدارة الأعمال وٱتخاذ القرار                   | الجامعة الخاصة لمراكش              | مراكش                                                     | bachelor_egc_euromed_management bachelor_cesemed_euromed_management sciences_management master_esc_euromed_management                                                                                        |
| قطب الهندسة والإبتكار                             | الجامعة الخاصة لمراكش              | مراكش                                                     | e2im_tic e2im_agro genie_civil informatique |
| قطب علوم الصحة                                    | الجامعة الخاصة لمراكش              | مراكش                                                     | ims sante-sciences-biomedicales-bachelor sante-sciences-biomedicales-master physiotherapie-bachelor physiologie-clinique-master sante-soins-infirmiers imagerie-radiologie-master prothese-dentaire-bachelor |
| قطب الرياضة والمهن                                | الجامعة الخاصة لمراكش              | مراكش                                                     | fsm |
| قطب الفنون، الثقافة، وسائل الإعلام والسمعي البصري | الجامعة الخاصة لمراكش              | مراكش                                                     | art |
| كلية علوم المهندس                                 | الجامعة الخاصة لفاس                | فاس                                                       | upf.ac.ma |
| معهد الدراسات القانونية والاجتماعية العليا        | الجامعة الخاصة لفاس                | فاس                                                       | upf.ac.ma |
| مدرسة فاس لإدارة الأعمال                          | الجامعة الخاصة لفاس                | فاس                                                       | upf.ac.ma |
| المدرسة العليا لمهن العمارة والبناء               | الجامعة الخاصة لفاس                | فاس                                                       | upf.ac.ma |
| كلية الطب                                         | جامعة الزهراوي الدولية لعلوم الصحة | الرباط                                                    | faculte_de_medecine_abulcasis |
| كلية طب الأسنان                                   | جامعة الزهراوي الدولية لعلوم الصحة | الرباط                                                    | faculte_dentaire_abucasis |
| كلية الصيدلة                                      | جامعة الزهراوي الدولية لعلوم الصحة | الرباط                                                    | |
| المعهد العالي للهندسة وتكنولوجيات الصحة           | جامعة الزهراوي الدولية لعلوم الصحة | الرباط                                                    | institut-superieur-ingenierie-et-technologie-de-la-sante |
| كلية علوم الصحة                                   | جامعة الزهراوي الدولية لعلوم الصحة | الرباط                                                    | faculte-des-sciences-de-la-sante-rabat |
| Institut de formation aux carrières paramédicales | جامعة الزهراوي الدولية لعلوم الصحة | الرباط                                                    | |
| المعهد الدولي الأورومتوسطي للعلوم التطبيقية       | الجامعة الأورومتوسطية لفاس         | فاس الإحداثيات: 34°02′36″N 5°00′59″W / 34.0433°N 5.0165°W | insa-euromediterrane.org |

| المؤسسة                                                                | العنوان | الويب                  |
| ---------------------------------------------------------------------- | --- | ---------------------- |
| المدرسة المركزية للدار البيضاء ECC                                     | الدار البيضاء | centrale-casablanca.ma |
| المدرسة المغربية لعلوم الهندسة EMSI                                    | الدار البيضاء | emsi.ma                |
| المعهد العالي للهندسة التطبيقية IGA                                    | الرباط | iga.ac.ma              |
| المدرسة العليا لإدارة الأعمال، المعلوميات والإتصال [الفرنسية] supMIT   | الرباط الإحداثيات: 34°01′19″N 6°49′52″W / 34.021906°N 6.831075°W                                                  | mit.ma                 |
| الدراسات العليا لعلوم وتقنيات الهندسة وإدارة الأعمال [الفرنسية] HESTIM | الدار البيضاء، طنجة                                                                                               | hestim.ma              |
| مدرسة أداليا لإدارة الأعمال [الفرنسية] ADALIA                          | ص.ب:20000, 1 ساحة الهواء الطلق، حي غوتييه، الدار البيضاء الإحداثيات:33°35′31″N 7°37′44″W / 33.592007°N 7.628932°W | ADALIA.Ac.Ma           |
| المدرسة العليا للتسيير بالمغرب [الفرنسية] ESG                          | الدار البيضاء | ESGMaroc.com           |
| مدرسة الدراسات العليا في التجارة بالمغرب HEC                           | الرباط | HEC.Ac.Ma              |
| المعهد العالي للتدبير HEM                                              | الدار البيضاء، الرباط، مراكش، طنجة، فاس، وجدة                                                                     | HEM.ac.ma              |
| المعهد العالي لإدارة الأعمال والتكنولوجيا MATCI                        | الدار البيضاء | MATCI.ac.ma            |

## الكليات العمومية

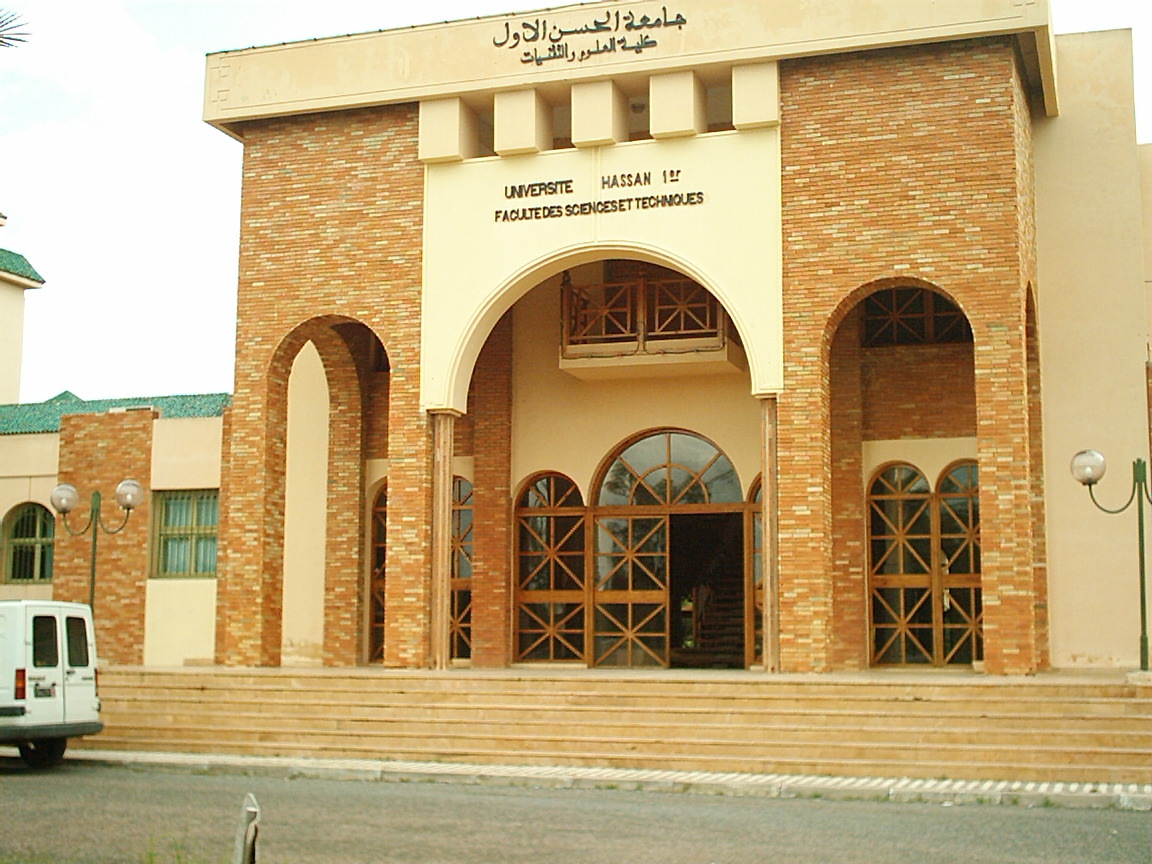
كلية العلوم والتقنيات بسطات.

في المغرب الكلية عبارة عن تقسيم وهيكل من هياكل الجامعة، وتتميز بتوزعها الجغرافي على مختلف الجهات والمدن الرئيسية، وعلى الرغم من وجود عدد من الكليات تحت نفس الاسم إلا أنها تُسيَّر من طرف جامعات مختلفة. وعند الرغبة في الالتحاق بكلية معينة فلا بد من مراعاة التوزیع الجغرافي حسب مناطق الاستقطاب الخاصة بكل كلیة.
وهذه قائمة بأشهر الكليات العمومية بالمغرب:
| الكلية | العنوان | الشهادة أو الدبلوم | مدة الدراسة                     |
| --- | --- | --- | ------------------------------- |
| كلية اللغة العربية FLA                                                                                           | شارع علال الفاسي، صندوق البريد:1483، مراكش | • الشهادة الجامعية للدراسات العامة • الإجازة في الدراسات الأساسية • الإجازة المهنية • الماستر • الماستر المتخصص • الدكتوراه                                                      | 2 سنتان 3 سنوات 5 سنوات 8 سنوات |
| كلية أصول الدين FO                                                                                               | نهج عبد الخالق الطريس، صندوق البريد:95، تطوان الهاتف:212.53.99.711.07+                                                                                                | • الشهادة الجامعية للدراسات العامة • الإجازة في الدراسات الأساسية • الإجازة المهنية • الماستر • الماستر المتخصص • الدكتوراه                                                      | 2 سنتان 3 سنوات 5 سنوات 8 سنوات |
| كلية الشريعة FC                                                                                                  | صندوق البريد: 52، المزار، أيت ملول، أكادير الهاتف: 212.52.82.41.868+ الويب:chariaa-agadir.uiz.ac.ma                                                                   | • الشهادة الجامعية للدراسات العامة • الإجازة في الدراسات الأساسية • الإجازة المهنية • الماستر • الماستر المتخصص • الدكتوراه                                                      | 2 سنتان 3 سنوات 5 سنوات 8 سنوات |
| كلية الشريعة FC                                                                                                  | صندوق البريد: 60، حي الزهور، طريق صفرو، فاس الهاتف:212.53.56.18.224+                                                                                                  | • الشهادة الجامعية للدراسات العامة • الإجازة في الدراسات الأساسية • الإجازة المهنية • الماستر • الماستر المتخصص • الدكتوراه                                                      | 2 سنتان 3 سنوات 5 سنوات 8 سنوات |
| كلية الشريعة FC                                                                                                  | السمارة | • الشهادة الجامعية للدراسات العامة • الإجازة في الدراسات الأساسية • الإجازة المهنية • الماستر • الماستر المتخصص • الدكتوراه                                                      | 2 سنتان 3 سنوات 5 سنوات 8 سنوات |
| كلية الآداب والعلوم الإنسانية FLSH                                                                               | أكادير، فاس، بني ملال، فاس سايس، مكناس، المحمدية، القنيطرة، وجدة، الجديدة، مراكش، أكدال-الرباط، السويسي-الرباط، تطوان، عين الشق-الدار البيضاء، ابن مسيك-الدار البيضاء | • الشهادة الجامعية للدراسات العامة • الإجازة في الدراسات الأساسية • الإجازة المهنية • الماستر • الماستر المتخصص • الدكتوراه                                                      | 2 سنتان 3 سنوات 5 سنوات 8 سنوات |
| كلية العلوم FS                                                                                                   | أكادير، فاس، بني ملال، فاس سايس، مكناس، المحمدية، القنيطرة، وجدة، الجديدة، مراكش، الرباط، تطوان، الدار البيضاء-عين الشق، الدار البيضاء-ابن مسيك                       | • الشهادة الجامعية للدراسات العامة • الإجازة في الدراسات الأساسية • الإجازة المهنية • الماستر • الماستر المتخصص • الدكتوراه                                                      | 2 سنتان 3 سنوات 5 سنوات 8 سنوات |
| كلية العلوم القانونية والاقتصادية والاجتماعية FSJES                                                              | أكادير، فاس، مكناس، الدار البيضاء-طريق الجديدة، الدار البيضاء-عين السبع، مراكش، وجدة، سطات، المحمدية، الرباط، سلا، طنجة، أيت ملول، القنيطرة                           | • الشهادة الجامعية للدراسات العامة • الإجازة في الدراسات الأساسية • الإجازة المهنية • الماستر • الماستر المتخصص • الدكتوراه                                                      | 2 سنتان 3 سنوات 5 سنوات 8 سنوات |
| الكليات المتعددة التخصصات FPD                                                                                    | بني ملال، الجديدة، خريبكة، الناضور، ورززات، تارودانت، آسفي، تازة، تطوان، العرائش، قلعة السراغنة، الراشيدية                                                            | • الشهادة الجامعية للدراسات العامة • الإجازة في الدراسات الأساسية • الإجازة المهنية • الماستر • الماستر المتخصص • الدكتوراه                                                      | 2 سنتان 3 سنوات 5 سنوات 8 سنوات |
| كلية علوم التربية FSE                                                                                            | شارع محمد بن عبد الله الركراكي، العرفان، الرباط الهاتف:212.53.777.42.68+                                                                                              | • الشهادة الجامعية للدراسات العامة • الإجازة في الدراسات الأساسية • الإجازة المهنية • الماستر • الماستر المتخصص • الدكتوراه                                                      | 2 سنتان 3 سنوات 5 سنوات 8 سنوات |
| كليات العلوم والتقنيات FST                                                                                       | صندوق البريد: 523، بني ملال الهاتف: 212.523.48.51.12+ https://www.fstbm.ac.ma                                                                                         | • دبلوم الدراسات الجامعية في العلوم والتقنيات • الإجازة • الماستر • مهندس دولة • الدكتوراه                                                                                       | 2 سنتان 3 سنوات 5 سنوات 8 سنوات |
| كليات العلوم والتقنيات FST                                                                                       | صندوق البريد: 509، الراشيدية الهاتف: 212.535.57.44.97/86+ https://web.archive.org/web/20180927185153/http://fste-umi.ac.ma/                                           | • دبلوم الدراسات الجامعية في العلوم والتقنيات • الإجازة • الماستر • مهندس دولة • الدكتوراه                                                                                       | 2 سنتان 3 سنوات 5 سنوات 8 سنوات |
| كليات العلوم والتقنيات FST                                                                                       | صندوق البريد: 2202، فاس سايس https://www.fst-usmba.ac.ma | • دبلوم الدراسات الجامعية في العلوم والتقنيات • الإجازة • الماستر • مهندس دولة • الدكتوراه                                                                                       | 2 سنتان 3 سنوات 5 سنوات 8 سنوات |
| كليات العلوم والتقنيات FST                                                                                       | صندوق البريد: 549، مراكش كليز https://www.fstg-marrakesh.ac.ma%5Bوصلة+مكسورة%5D                                                                                       | • دبلوم الدراسات الجامعية في العلوم والتقنيات • الإجازة • الماستر • مهندس دولة • الدكتوراه                                                                                       | 2 سنتان 3 سنوات 5 سنوات 8 سنوات |
| كليات العلوم والتقنيات FST                                                                                       | صندوق البريد: 146، المحمدية الهاتف: 212.523.31.47.08+ https://www.fstm.ac.ma                                                                                          | • دبلوم الدراسات الجامعية في العلوم والتقنيات • الإجازة • الماستر • مهندس دولة • الدكتوراه                                                                                       | 2 سنتان 3 سنوات 5 سنوات 8 سنوات |
| كليات العلوم والتقنيات FST                                                                                       | صندوق البريد: 509، سطات الهاتف: 212.523.40.09.40+ https://web.archive.org/web/20181025174910/http://www.fsts.ac.ma/                                                   | • دبلوم الدراسات الجامعية في العلوم والتقنيات • الإجازة • الماستر • مهندس دولة • الدكتوراه                                                                                       | 2 سنتان 3 سنوات 5 سنوات 8 سنوات |
| كليات العلوم والتقنيات FST                                                                                       | صندوق البريد: 416، طنجة الرئيسي، طنجة https://web.archive.org/web/20141225015309/http://www.fstt.ac.ma/                                                               | • دبلوم الدراسات الجامعية في العلوم والتقنيات • الإجازة • الماستر • مهندس دولة • الدكتوراه                                                                                       | 2 سنتان 3 سنوات 5 سنوات 8 سنوات |
| كليات العلوم والتقنيات FST                                                                                       | الحسيمة | • دبلوم الدراسات الجامعية في العلوم والتقنيات • الإجازة • الماستر • مهندس دولة • الدكتوراه                                                                                       | 2 سنتان 3 سنوات 5 سنوات 8 سنوات |
| كلية طب الأسنان FMD                                                                                              | 19 زنقة أبو العلاء الزهار، صندوق البريد: 9157، مرسى السلطان، الدار البيضاء (تابعة لجامعة جامعة الحسن الثاني بالدار البيضاء                                            | • مساعد طبيب الأسنان • إجازة مهنية • دكتوراه في طب الأسنان | 2 سنتان 3 سنوات 5 سنوات         |
| شارع علال الفاسي، زنقة محمد جازوليت، مدينة العرفان، صندوق البريد:6212، الرباط-المعاهد الويب: fmdrabat.ac.ma/fmd/ | | • مساعد طبيب الأسنان • إجازة مهنية • دكتوراه في طب الأسنان | 2 سنتان 3 سنوات 5 سنوات         |
| الدار البيضاء (تابعة لجامعة محمد السادس لعلوم الصحة)                                                             | Diplôme de docteur en médecine dentaire Licence professionnelle en prothèse dentaire                                                                                  | |                                 |
| كلية الطب والصيدلة FMP                                                                                           | 19، زنقة طارق بن زياد، صندوق البريد: 9154، مرسى السلطان، الدار البيضاء                                                                                                | • طبيب متخصص • دكتوراه في الطب العام | 5/4/3 سنوات 7 سنوات             |
| كلية الطب والصيدلة FMP                                                                                           | حي المستشفى، صندوق البريد: 7010، سيدي عباد 40000، مراكش | • طبيب متخصص • دكتوراه في الطب العام | 5/4/3 سنوات 7 سنوات             |
| كلية الطب والصيدلة FMP                                                                                           | شارع محمد بالعربي العلوي، السويسي، صندوق البريد: 6203، الرباط الويب: medramo.ac.ma/fmp                                                                                | • طبيب متخصص • دكتوراه في الطب العام | 5/4/3 سنوات 7 سنوات             |
| كلية الطب والصيدلة FMP                                                                                           | كيلومتر 22، طريق سيدي حرازم، صندوق البريد: 1893، فاس الويب: fmp-usmba.ac.ma                                                                                           | • طبيب متخصص • دكتوراه في الطب العام | 5/4/3 سنوات 7 سنوات             |
| كلية الطب والصيدلة FMP                                                                                           | صندوق البريد: 724، حي القدس، وجدة الهاتف: 212.536.53.14.14+ الويب: fmpo.ump.ma                                                                                        | • طبيب متخصص • دكتوراه في الطب العام | 5/4/3 سنوات 7 سنوات             |
| كلية الطب والصيدلة FMP                                                                                           | أكادير | • طبيب متخصص • دكتوراه في الطب العام | 5/4/3 سنوات 7 سنوات             |
| كلية الطب والصيدلة FMP                                                                                           | طنجة، الويب: fmpt.uae.ac.ma | • طبيب متخصص • دكتوراه في الطب العام | 5/4/3 سنوات 7 سنوات             |
| القطب الجامعي - أيت ملول                                                                                         | أيت ملول، أكادير الإحداثيات: 30°21′25″N 9°28′27″W / 30.357075°N 9.474251°W الويب: cuam.uiz.ac.ma                                                                      | • إجازة • ماستر • دوكتوراه | حسب المسلك/الشهادة              |
| كلية الطب | الدار البيضاء (تابعة لجامعة محمد السادس لعلوم الصحة) | Diplôme de docteur en médecine Masters en biologie de la santé |                                 |
| كلية الصيدلة | الدار البيضاء (تابعة لجامعة محمد السادس لعلوم الصحة) | Diplôme de Docteur en Pharmacie |                                 |
| كلية علوم وتقنيات الصحة                                                                                          | الدار البيضاء (تابعة لجامعة محمد السادس لعلوم الصحة) | الإجازة المهنية في: Infirmier polyvalent Techniques de laboratoire Techniques de radiologie Diététique-nutrition Kinésithérapie Psychomotricité Orthophonie Orthoptie Sage-femme | 3 سنوات                         |
| كلية علوم وتقنيات الصحة                                                                                          | الدار البيضاء (تابعة لجامعة محمد السادس لعلوم الصحة) | الماستر المتخصص في: Oncohématologie Périnatalité QualitéHygièneSécuritéEnvironnement                                                                                             | 5 سنوات                         |

## التكوين المهني

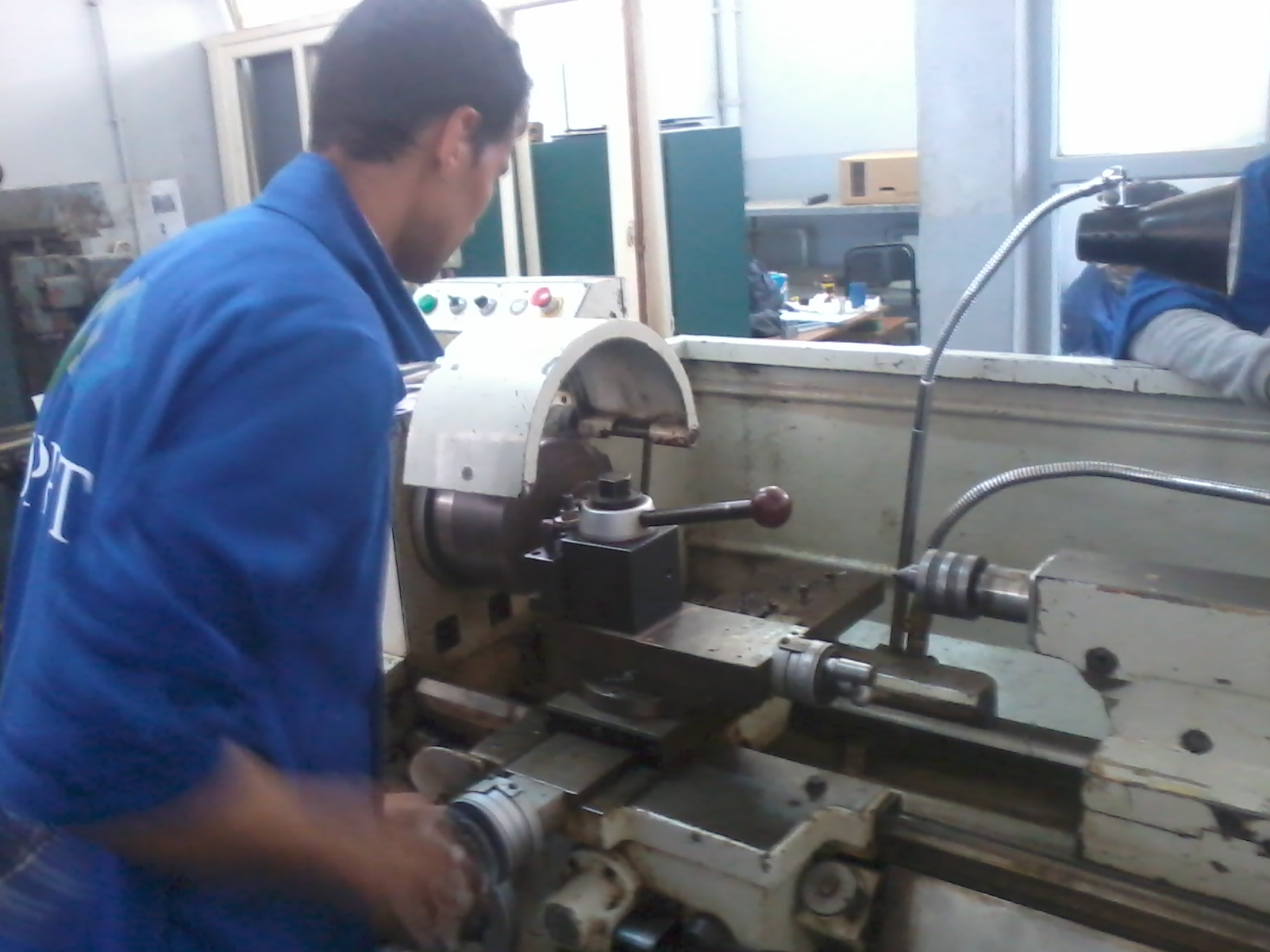
طالب في معهد للتكوين المهني ببني ملال.

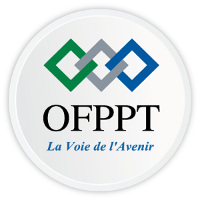
شعار المكتب الوطني للتكوين المهني وإنعاش الشغل.

بشكل عام التعليم المهني أو التقني أو الوظيفي هو تعليم تقني (ثانوي/عالي) في علاقة مع المقاولات لاكتساب المعارف والمهارات في مجال مهني معين، وهو يعد الأفراد للعمل في وظائف وحرف مختلفة، في حين يكون التعليم العادي أكثر أكاديمية. والمدرسة المهنية هي نوع من المؤسسات التعليمية المصممة خصيصا لتوفير التعليم المهني.
يعتبر التكوين المهني مجالاً لكسب المعرفة والخبرة العلمية والعملية في العديد من الميادين الحرفية والمهنية، كما يُمَكِّن المتدرب من ولوج عالم الشغل، فمؤسسات التكوين توفر بالإضافة للتكوين النظري والتطبيقي إمكانية الاحتكاك بعالم الشغل. والتكوين المهني هو المجال الأمثل للتلاميذ الذين يرغبون في ولوج عالم الشغل سريعاً ولا يرغبون في متابعة دراسة طويلة كما أنه مناسب للتلاميذ الراغبين في إنشاء مقاولاتهم الخاصة.
لم يعرف التكوين المهني في المغرب بداية تطوره إلا خلال برنامج الإصلاح 1960-1964. إنتقل عدد المكونين من 1300 في 1961 إلى 205000 في 2004 منهم %45 من النساء، كما سجلت مساهمة القطاع الخاص تطوراً كبيراً حيث ٱنتقلت من أقل من 15% في 1984 إلى %32,2 في 2004.
يعتبر مكتب التكوين المهني وإنعاش الشغل أول مؤسسة للتكوين المهني في المغرب، مع تغطية واسعة للأراضي الوطنية، ويقدم تدريبا متنوعا ل501000 متدرب في 187 شعبة، وٱنتقلت قدرة الإستقبال من 54247 مدرسة ومعهد للتكوين في 2002/2001 إلى 544000 في 2018/2017، موزعة على 5 مستويات:
- تقني متخصص: التكوين لمدة سنتين متاح للحاصلين على البكالوريا، المُجازين، أو المتدربين المستفيدين من Système de passerelles.
- باك مهني: متاح للتلاميذ ابتداءً من الجذع المشترك.
- تقني: التكوين لمدة سنتين متاح لتلاميذ مستوى البكالوريا(درس في السنة الثانية بكالوريا ولم ينجح)، أو المتدربين المستفيدين من Système de passerelles.
- الكفاءة: التكوين لمدة 18 شهر أو 24 شهر متاح لتلاميذ السنة الثالثة إعدادي.
- التخصص: متاح للتلاميذ ابتداءً من السنة السادسة ابتدائي.

هذه قائمة مؤسسات التكوين المهني العمومي بجهة سوس ماسة:
| مؤسسة التكوين                                                   | العنوان                                                                                |
| --------------------------------------------------------------- | -------------------------------------------------------------------------------------- |
| المعهد المتخصص للتكنولوجيا التطبيقية ISTA                       | صندوق البريد: S/24، طريق مراكش، أكادير الهاتف: 212.5.28.84.14.39+                      |
| المعهد المتخصص للتكنولوجيا التطبيقية ISTA                       | تاسيلا، المنطقة الصناعية، المجموعة B213، تاسيلا-إنزكان الهاتف: 212.5.28.33.85.81+      |
| المعهد المتخصص للتكنولوجيا التطبيقية ISTA                       | صندوق البريد: 20، باب ترغونت، حي سيدي بلقاس، تارودانت الهاتف: 212.5.28.85.27.86+       |
| المعهد المتخصص للتكنولوجيا التطبيقية ISTA                       | صندوق البريد: 473، طريق تافراوت، تزنيت الهاتف: 212.5.28.86.26.06+                      |
| المعهد المتخصص للتكنولوجيا التطبيقية ISTA                       | صندوق البريد: 71، طريق سيدي إفني، مير اللفت الهاتف: 212.5.28.71.90.47+                 |
| المعهد المتخصص للتكنولوجيا التطبيقية ISTA                       | صندوق البريد: 43، زنقة النصر، ورززات                                                   |
| المعهد المتخصص للتكنولوجيا التطبيقية ISTA                       | بيوكرى، الهاتف: 212.5.28.81.83.33+                                                     |
| المعهد المتخصص في مهن النقل ISMT                                | المنطقة الصناعية آيت ملول كلم 23، طريق تزنيت، ص ب: 1097 الهاتف: 212.5.28.24.63.01+     |
| المعهد المتخصص في مهن السينما ISMC                              | صندوق البريد: 43، زنقة النصر، ورززات الهاتف:212.524.88.57.86+                          |
| المعهد المتخصص في التكنولوجيا التطبيقية للفندقة والسياحة ISTAHT | شارع مولاي عبد الله، زنقة المعرض، صندوق البريد: 353، أكادير الهاتف: 212.5.28.84.00.28+ |
| المعهد المتخصص للفندقة والسياحة ISTHT                           | المنطقة السياحية فونتي، أكادير الهاتف: 212.52.82.177.62+                               |
| المعهد المتخصص للفندقة والطعامة ISHR                            | صندوق البريد: 24/S، حي المسيرة، أكادير الهاتف: 212.5.28.23.32.46+                      |

## التكوين العسكري وشبه العسكري[54]
طالع أيضًا
- القوات المسلحة الملكية المغربية
  -  القوات البرية الملكية المغربية
  -  القوات الجوية الملكية المغربية
  -  القوات البحرية الملكية المغربية
  -  الدرك الملكي المغربي
  -  الحرس الملكي المغربي
- القوات المساعدة
- الأمن الوطني

| مؤسسة التكوين                                    | الجنس والوضعية                                              | ألعنوان                                     | مدة الدراسة                     | الدرجة                                                      |
| ------------------------------------------------ | ----------------------------------------------------------- | ------------------------------------------- | ------------------------------- | ----------------------------------------------------------- |
| المدرسة الملكية الجوية                           | ذكور وإناث (عزاب) بٱستثناء ضابط صف fusilier فهو خاص بالذكور | قاعدة مدارس القوات الملكية الجوية بمراكش    | 3 سنوات                         | • ضابط صف غير الطيارين • ضابط صف FUSILIER COMMANDO DE L'AIR |
| المدرسة الملكية الجوية                           | ذكور وإناث (عزاب) بٱستثناء ضابط صف fusilier فهو خاص بالذكور | قاعدة مدارس القوات الملكية الجوية بمراكش    | 5 سنوات                         | ضابط مهندس                                                  |
| المدرسة الملكية البحرية                          | ذكور (عزاب)                                                 | شارع السور الجديد بالدار البيضاء            | 5 سنوات                         | • ضابط عمليات • ضابط طاقة                                   |
| مدرسة تكوين الأطر للقوات المساعدة                | ذكور (عزاب)                                                 | مدرسة تكوين أطر القوات المساعدة بابن سليمان | 2 سنتان                         | ضابط الصف (شعبة التأطير)                                    |
| الأكاديمية الملكية العسكرية                      | ذكور (عزاب)                                                 | مكناس                                       | 3 أو 4 سنوات (تضارب في المراجع) | ضابط                                                        |
| مجموعة مدارس الدرك الملكي [الفرنسية]             | ذكور (عزاب)                                                 | الحي العسكري بمراكش                         | 2 سنتان                         | دركي                                                        |
| المدرسة الملكية لمصلحة الصحة العسكرية [الفرنسية] | ذكور وإناث (عزاب)                                           | 1 زنقة الهاشمي المستاري بالرباط             | • 7 سنوات • 5 سنوات • 3 سنوات   | • ضابط طبيب • ضابط طبيب أسنان • ضابط صف ممرض                |
| المعهد الملكي للشرطة                             | ذكور وإناث                                                  | القنيطرة                                    | حسب الدرجة (إنظر أسفل الجدول)   | • حارس أمن • مفتش • ضابط • عميد                             |
| الوقاية المدنية                                  | ذكور                                                        | الرباط                                      | 6 أشهر                          | رقيب                                                        |

| مؤسسة التكوين                                                    | الجنس      | مركز الإمتحان                                           | الدرجة  |
| ---------------------------------------------------------------- | ---------- | ------------------------------------------------------- | ------- |
| المدرسة الملكية للمشاة ERI-بن كرير                               | ذكور       | المدرسة الملكية للمشاة ERI بن كرير                      | ضابط صف |
| مركز تكوين المظليين CI/TAP-المعمورة                              | ذكور       | المدرسة الملكية للمشاة ERI بن كرير                      | ضابط صف |
| مركز تكوين (المصفحات، المدرعات) للقوات المسلحة الملكية CIB-مكناس | ذكور       | مركز تكوين "المصفحات" للقوات المسلحة الملكية CIB مكناس  | ضابط صف |
| المدرسة الملكية للعتاد ERM                                       | ذكور       | مركز تكوين "المصفحات" للقوات المسلحة الملكية CIB مكناس  | ضابط صف |
| مركز التكوين "النقل" CIFT-عين حرودة                              | ذكور       | مركز تكوين "المصفحات" للقوات المسلحة الملكية CIB مكناس  | ضابط صف |
| مركز التكوين في الهندسة العسكرية CIG-القنيطرة                    | ذكور       | مركز التكوين في المدفعية CIART فاس                      | ضابط صف |
| مركز التكوين في المدفعية CIART-فاس                               | ذكور       | مركز التكوين في المدفعية CIART فاس                      | ضابط صف |
| مركز التكوين في الاتصالات السلكية واللاسلكية CIT-القنيطرة        | ذكور       | مركز التكوين في الاتصالات السلكية واللاسلكية - القنيطرة | ضابط صف |
| المدرسة الملكية للخيالة للقوات المسلحة الملكية ERC-تمارة         | ذكور       | مركز التكوين في التموين CI.INT سلا                      | ضابط صف |
| المركز الرياضي للقوات المسلحة الملكية                            | ذكور       | مركز التكوين في التموين CI.INT سلا                      | ضابط صف |
| مركز التكوين في التموين CI.INT-سلا                               | ذكور وإناث | مركز التكوين في التموين CI.INT سلا                      | ضابط صف |
| مركز التكوين في الخدمات الاجتماعية-الرباط                        | إناث       | مركز التكوين في الخدمات الاجتماعية شارع كندي، الرباط    | ضابط صف |

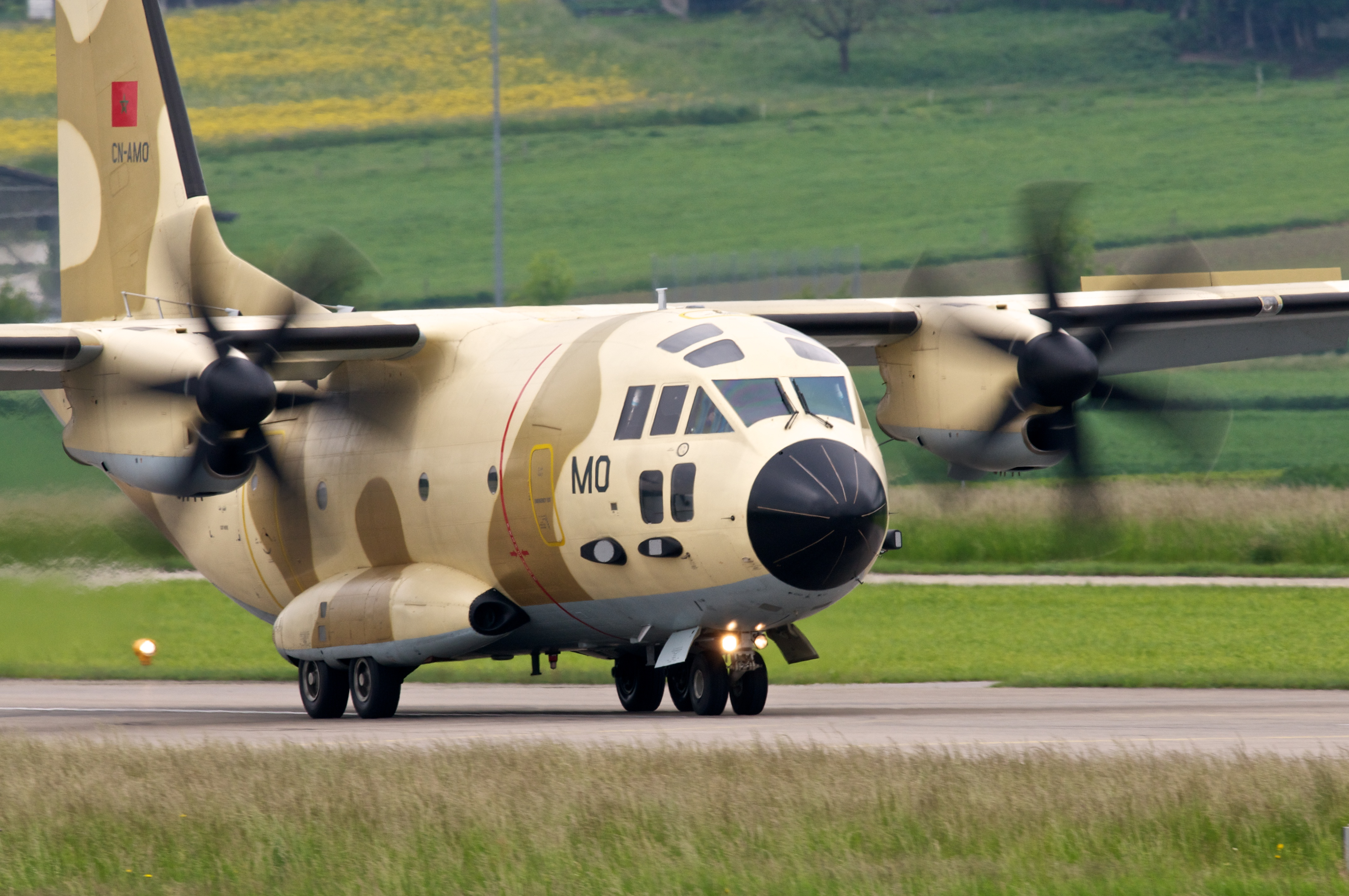
طائرة C-27J Spartan تابعة للقوات المسلحة الملكية الجوية.

- بالنسبة لسلك المهندسين في المدرسة الملكية الجوية بمراكش فيتم الولوج إليه بعد إكمال الأقسام التحضيرية في شعبة MPSI/MP والنجاح في C.N.C وتدوم الدراسة فيه 3 سنوات تُتوج بالحصول على رتبة ملازم ثاني في القوات المسلحة الجوية بالإضافة إلى دبلوم مهندس دولة في أحد التخصصات التالية:
  - الهندسة الميكانيكية
  - الهندسة الميكانيكية - الطائرات
  - طيار القوات المسلحة الجوية:
    - طيار طائرة مقاتلة Pilote de chasse
    - طيار هليكوبتر Pilote d'hélicoptère
    - طيار طائرة نقل Pilote d'avion de transport

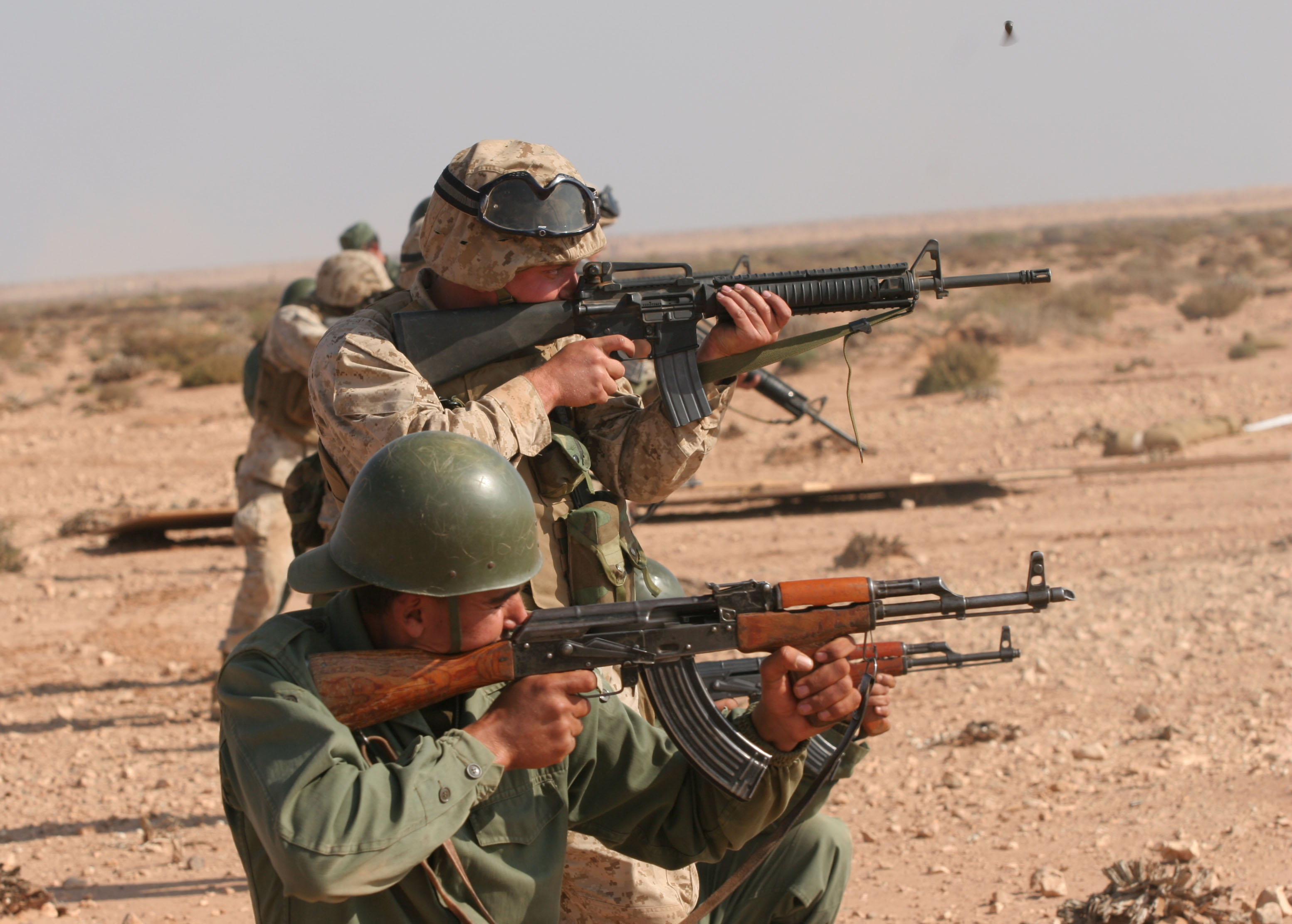
جنود مغاربة أثناء مناورات الأسد الإفريقي.

- بالنسبة لضباط القوات المساعدة وضباط القوات المسلحة فيتم تكوينهم في الأكاديمية الملكية العسكرية بمكناس خلال 4 سنوات ويكون التكوين أكاديميا وعسكريا، ويتم في إحدى الشعب التالية: العلوم والتقنيات، العلوم القانونية، اللغة الإنجليزية واَدابها، ويحصل الطالب الناجح بعدها على شهادة الدراسات الجامعية والعسكرية وعلى رتبة ملازم ثاني في الجيش المغرب.[195]
  - المواد الرئيسية حسب الشعبة:
    - شعبة العلوم والتقنيات: الفيزياء، ميكانيكا المواد، هندسة المواد، التشغيل الآلي والروبوتات، الأجهزة، الإدارة، العقود العامة، الحوسبة الصناعية، الاحتمالات، الإحصاء، الجبر والهندسة، التحليل، الميكانيكا العامة، المعلوميات، الهندسة المدنية، والإلكترونيات.
    - شعبة العلوم القانونية: القانون الدستوري، القانون المدني، القانون الجنائي، القانون الإداري، والقانون الدولي العام، الاقتصاد السياسي، الحريات العامة، التقاضي الإداري، الخدمات العامة الرئيسية، التخطيط الإقليمي، والتحضر...
    - شعبة اللغة الإنجليزية واَدابها: Media studies, classical drama, themes, syntax, socio-pragmatics, stylistics, translation, the novel, seminar, operational military english, français, grammar, comprehension, arabe, african literature.

  - شروط الولوج: يجب النجاح في المباراة التي تنظم تحت الشروط التالية: (آخر تحديث 2016)
    - أن يكون المرشح ذكرا عازبا من جنسية مغربية.
    - أن يكون سنه 18 سنة على الاقل و22 سنة على الأكثر في 31 دجنبر من سنة إجراء المباراة.
    - أن لا تكون له سوابق قضائية.
    - أن يكون حاصلا على شهادة البكالوريا (حديثة).
    - أن يكون مؤهلا بدنيا وأن لا يكون معفيا من ممارسة الرياضة في السنة الأولى والثانية للبكالوريا.
    - أن لا تقل قامته عن 1,70 مترا.

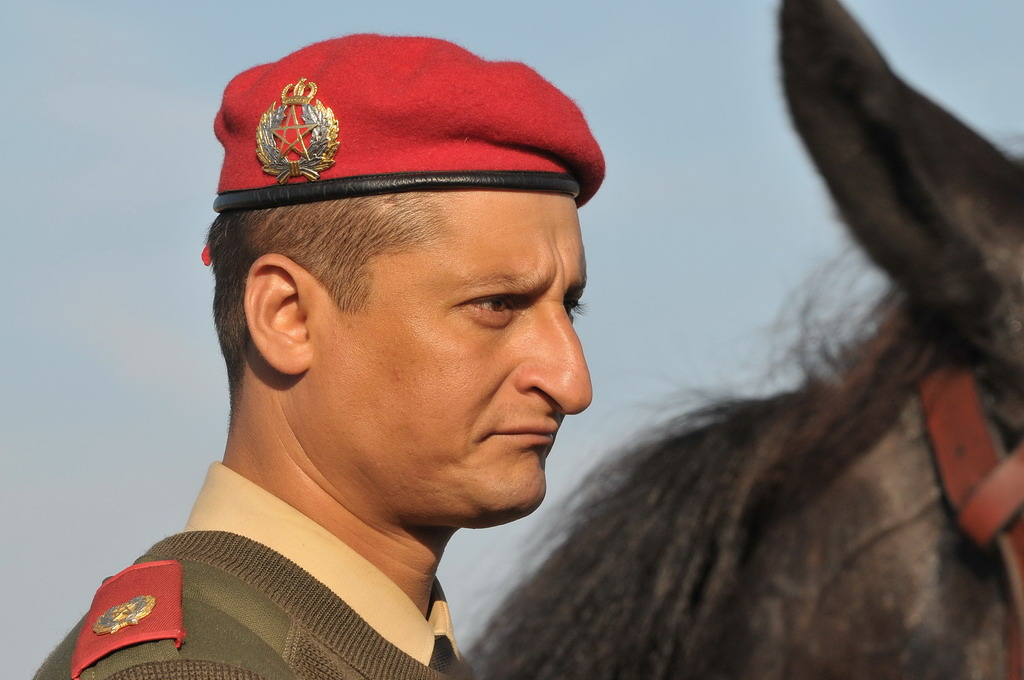
ضابط في القوات المسلحة الملكية.

- بالنسبة لأطر القوات المساعدة فيتم تكوينهم في مدرسة تكوين أطر القوات المساعدة بابن سليمان ويتخرج منها ضباط الصف المؤطرين والإداريين بعد سنتين من التكوين فيما يستكمل ضباط الصف المتخصصين (الهندسة، المواصلات، الخيالة، القناصة...) تكوينهم في باقي مراكز تكوين القوات المسلحة الملكية، كما توفر المدرسة على مدار السنة دورات تكوين مستمر لجميع الضباط وضباط الصف داخل الجهاز.

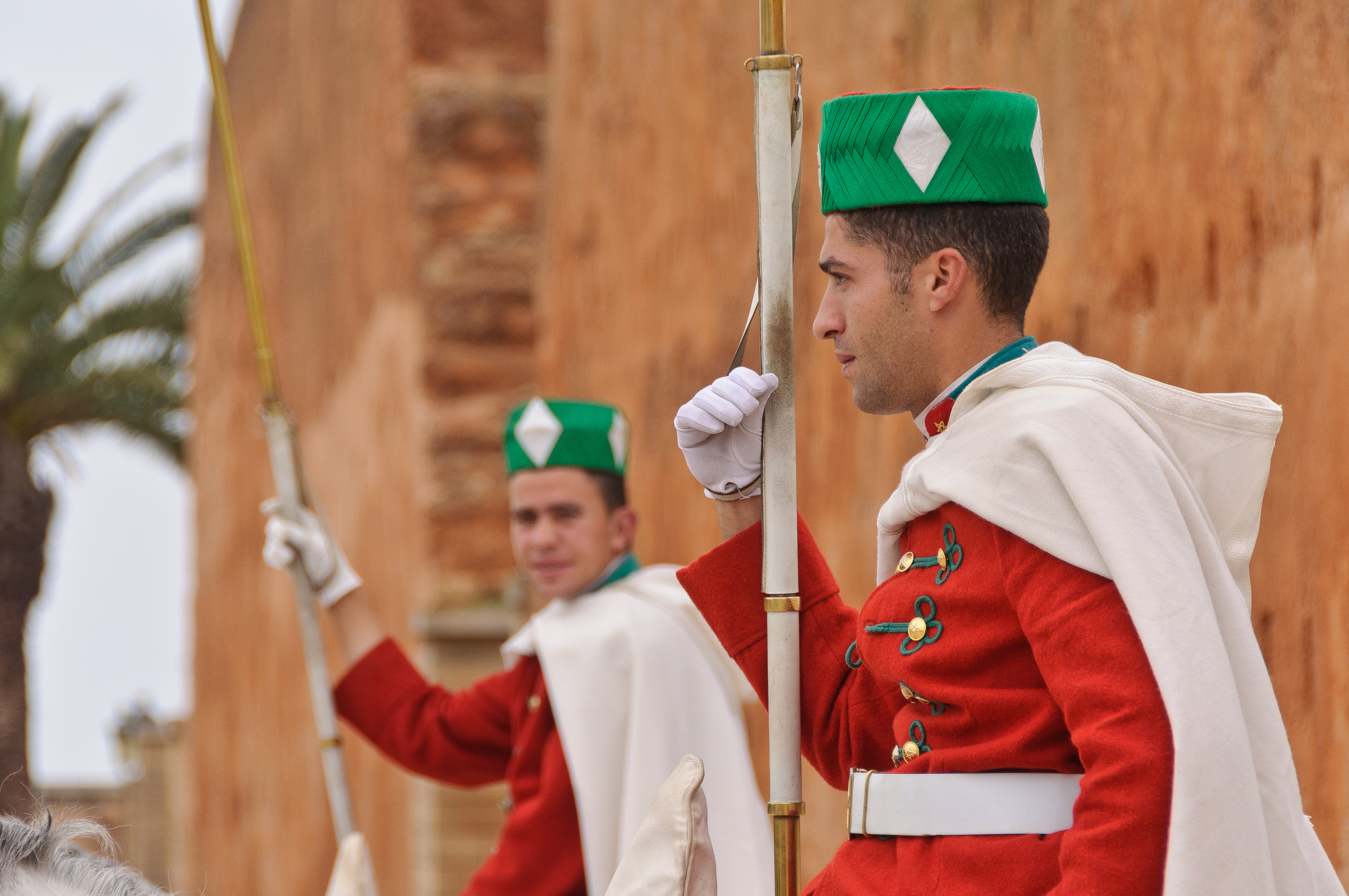
فردان من الحرس الملكي بالرباط.

- بالنسبة لعناصر الشرطة فيتم تكوينهم بالمعهد الملكي للشرطة الذي يقع في مدينة القنيطرة كالتالي:
  - حراس الأمن:
    - مدة التكوين 6 أشهر على الأرجح أو 10 أشهر (بحاجة لتأكيد)
    - التكوين مفتوح أمام حاملي شهادة البكالوريا والمستوفين للشروط التالية:
      - أن يكون المرشح أو المرشحة من جنسية مغربية
      - أن يكون سنه 21 سنة على الأقل و30 سنة على الأكثر عند تاريخ إجراء المباراة
      - أن يكون حاصلا على شهادة الباكالوريا أو ما يعادلها
      - أن يكون مؤهلا بدنيا وألا تقل قامته عن 1.73 متر بالنسبة للذكور و1.67 متر بالنسبة للإناث وألا يقل البصر عن 10/5 بدون نظارات
      - النجاح في المباراة.

    - مواد الامتحان:
      - تحرير موضوع عام باللغة العربية
      - تحرير موضوع عام باللغة الفرنسية أو الإسبانية

  - مفتشي الشرطة الخارجية:
    - مدة التكوين 12 شهرا
    - التكوين مفتوح أمام حاملي شهادة البكالوريا و أدخل مادتين على الأقل من السنة الأولى من الجامعة والمستوفين للشروط التالية:
      - أن يكون المرشح أو المرشحة من جنسية مغربية
      - أن يكون سنه 21 سنة على الأقل و30 سنة على الأكثر عند تاريخ إجراء المباراة
      - أن يكون حاصلا على شهادة الباكالوريا أو ما يعادلها زائد استكمال السنة الأولى من الدراسات الجامعية S1+S2
      - أن يكون مؤهلا بدنيا و ألا تقل قامته عن 1.70 متر بالنسبة للذكور و1.67 متر بالنسبة للإناث وألا يقل بصره عن 10/5 بدون نظارات
      - النجاح في المباراة البوليسية

    - مواد الامتحان:
      - تحرير موضوع عام باللغة العربية
      - إنشاء حول موضوع عام باللغة الفرنسية أو الإسبانية حسب إختيار المرشح

  - ضباط الشرطة والأمن:
    - مدة التكوين سنة
    - التكوين مفتوح أمام حاملي دبلوم الدراسات الجامعية العامة المستوفين للشروط التالية:
      - أن يكون المرشح أو المرشحة من جنسية مغربية
      - أن يكون سنه 21 سنة على الأقل و30 سنة على الأكثر عند تاريخ إجراء المباراة
      - أن يكون حاصلا على دبلوم الدراسات الجامعية العامة (DEUG) أو ما يعادلها
      - أن يكون مؤهلا بدنيا وأن لا تقل قامته عن 1.65مترا وأن لا تقل درجة بصره عن 10/5 بدون نظارات
      - النجاح في المباراة.

    - مواد الامتحان:
      - إنشاء حول موضوع عام
      - تعريب أو ترجمة نص حسب إختيار المرشح مع إمكانية استعمال المعجم

  - عمداء الشرطة:
    - مدة التكوين سنتين: سنة في المعهد وسنة تطبيق عملي بمصالح الشرطة.
    - التكوين مفتوح أمام حاملي الإجازة المستوفين للشروط التالية:
      - أن يكون المرشح أو المرشحة من جنسية مغربية
      - أن يكون سنه 21 سنة على الأقل و35 سنة على الأكثر عند تاريخ إجراء المباراة.
      - أن يكون حاصلا على الإجازة في الحقوق أو دبلوم سلك التكوين في التدبير الإداري للمدرسة الوطنية للإدارة أو العلوم الاقتصادية أو ما يعادلها.
      - أن يكون مؤهلا بدنيا وأن لا تقل قامته عن 1.70 مترا للذكور و1.67 للإناث وأن لا تقل قدرته البصرية عن 10/5 بدون نظارات
      - النجاح في المباراة.

    - مواد الامتحان:
      - إنشاء حول موضوع عام
      - إنشاء حول موضوع عام باللغة الفرنسية أو الإسبانية حسب اختيار المرشح

## الدراسة بالخارج
الدراسة في الخارج هي متابعة التعليم والبحث عن الفرص التعليمية في بلد آخر ما عدا بلد الأصل، وفي المغرب معظم الطلبة الذين يكملون مشوارهم الدراسي يختارون فرنسا كبلد للإستقبال لتشابه النظام المغربي مع نظيره الفرنسي، ويتبع الراغبون في ذلك الخطوات التالية:
- بالنسبة للطلبة الراغبين في متابعة دراستهم بالسلك الأول الجامعي أو بمدارس الهندسة المعمارية أو بالمعاهد الجامعية للتكنولوجيا فيتسجلون عبر الموقع: Maroc.CampusFrance.Org
- بالنسبة للطلبة الراغبين في متابعة دراستهم بالأقسام التحضيرية للمدارس العليا أو تحضير شهادة التقني العالي أو الدراسة بمدارس المهندسين ومدارس التجارة والتسيير فيتسجلون عبر الموقع: Admission-PostBac.Fr

كما يمكن للطلبة الاستفادة من مقعد بيداغوجي أو منحة التعاون الدولي أو هما معا وذلك عبر زيارة الموقع: EnsSup.Gov.Ma مع الحرص الدائم على التتبع الدائم للمستجدات حول برنامج منح التعاون على الموقع.

## تحديات المغرب في قطاع التعليم العالي
في أقل من نصف قرن، نجح المغرب في إنشاء عدة جامعات في المدن الكبرى في المملكة، ولكنه لا يزال يواجه العديد من التحديات التي يجب التغلب عليها من أجل تحقيق التنمية، ومن أبرز هذه التحديات:

### اللغة الأم ولغة التدريس
اللغتين الرسميتين في المغرب هما العربية والأمازيغية، ومع ذلك فاللغة الفرنسية هي لغة التدريس في معظم مؤسسات التعليم العالي، كما يوجد نوع من الإزدواجية اللغوية في المغرب.
يقول الأكاديمي جيل كيبيل: ”التعليم هو المشكلة الرئيسية في المغرب؛ هذا يطرح مشكلة كبيرة جدا، ويطرح أيضا مشكلا على مستوى اللغة. ما الذي يجب أن يعوض الدارجة؟ العربية الفصحى؟ الفرنسية؟ (…) أعتقد أنه لا يجب رؤية الأشياء بطريقة إديولوجية جدا.“
| لمزيد من القراءة: |
| - Ennaji Moha: Multilingualism, Cultural Identity, and Education in Morocco. Springer Publishing. ISBN 0-387-23979-0 - Abdelâli Bentahila & Stevens Paul B: Language Attitudes among Arabic-French Bilinguals in Morocco. Journal of Language and Social Psychology. دُوِي:10.1177/0261927X8500400107 - Bentahila, Abdelâli. Motivations for Code-Switching among Arabic-French Bilinguals in Morocco. ISSN 0271-5309, &ISSN 1873-3395, دُوِي:10.1016/0271-5309(83)90003-4 |

### هجرة الأدمغة نحو الخارج
هجرة الأدمغة بشكل عام هجرة خطيرة إذ تهاجر فيها الأطر (المهندسين، الأطباء...) من بلدانها الأصلية التي صرفت أموالا طائلة لتكوينها مختارين بذلك طريق الغربة بسبب ظروف معينة، ويتوجهون إلى البلدان الأخرى لتستفيد هذه الأخيرة من خبراتهم في زيادة نموها ونسب تطورها، ويبلغ معدل هذا النوع من الهجرة في المغرب %17 يفقد على إثره عددا كبيرا من الكفاءات التي تهاجر إلى بلدان المهجر، كما أن المغاربة يمثلون أكثر مجتمعات شمال أفريقيا التي تهاجر إلى أوروبا.
وحسب بحث صدر سنة 2011، فإن %50 من الأطباء، و23% من المهندسين و15% من العلماء في البلدان العربية يهاجرون، متجهين بوجه الخصوص إلى أوروبا وأمريكا الشمالية. كما أن ما يقرب من %54 من الطلاب العرب الذين يدرسون في الخارج لا يعودون إلى بلدانهم.

### مقالات أخرى
- توجيه مدرسي ومهني في المغرب
- شهادة البكالوريا
- التعليم في المغرب
- التضامن الجامعي المغربي
- الاتحاد الوطني لطلبة المغرب
- العلوم والتكنولوجيا في المغرب
- منتدى بريس المغرب التعليم والوظيفة
- معهد الدراسات العليا والتدبير

### روابط خارجية
- الموقع الرسمي لوزارة التعليم العالي والبحث العلمي وتكوين الأطر بالمملكة المغربية
- موقع التعليم العالي بالمغرب
- موقع الدراسة في المغرب، الخارج، وجديد المباريات
- منديات المدارس في المغرب
- مؤسسات التكوين العسكري في المغرب
- موقع مكتب التكوين المهني وإنعاش الشغل
- المغرب على قاعدة بيانات التعليم